# Lista i wyniki gal Fame MMA
Lista i wyniki gal Fame MMA.

## Lista gal
| Nr                                           | Gala                                               | Data                 | Miejsce                                 | Frekwencja widowni (przybliżona) | Transmisja                                          |
| Gale numerowane                              | Gale numerowane                                    | Gale numerowane      | Gale numerowane                         | Gale numerowane                  | Gale numerowane                                     |
| -------------------------------------------- | -------------------------------------------------- | -------------------- | --------------------------------------- | -------------------------------- | --------------------------------------------------- |
| 1                                            | Fame 1: Boxdel vs. Guzik                           | 30 czerwca 2018      | Koszalin, Hala Widowiskowo-Sportowa     | 1 500 widzów                     | PPV – Fame MMA TV                                   |
| 2                                            | Fame 2: Rafonix vs. Magical                        | 13 października 2018 | Poznań, Hala widowiskowo-sportowa Arena | 4 000 widzów                     | PPV – Fame MMA TV                                   |
| 3                                            | Fame 3: IsAmU vs. DeeJayPallaside                  | 30 marca 2019        | Łódź, Atlas Arena                       | 7 000 widzów                     | PPV – Fame MMA TV                                   |
| 4                                            | Fame 4: Linkimaster vs. Lil Masti                  | 22 czerwca 2019      | Częstochowa, Hala Sportowa              | 6 000 widzów                     | PPV – Fame MMA TV                                   |
| 5                                            | Fame 5: Bonus BGC vs. Najman                       | 26 października 2019 | Gdańsk/Sopot, Ergo Arena                | 10 000 widzów                    | PPV – Fame MMA TV                                   |
| 6                                            | Fame 6: Zusje vs. Linkimaster                      | 28 marca 2020        | Nieporaz, Alvernia Studios              | Bez udziału publiczności         | PPV – Fame MMA TV                                   |
| 7                                            | Fame 7: Popek vs. Stifler                          | 5 września 2020      | Łódź, DoubleTree by Hilton Hotel Łódź   | 40 widzów                        | PPV – Fame MMA TV                                   |
| 8                                            | Fame 8: Dubiel vs. Blonsky                         | 21 listopada 2020    | Łódź, DoubleTree by Hilton Hotel Łódź   | Bez udziału publiczności         | PPV – Fame MMA TV                                   |
| 9                                            | Fame 9: Let’s Play                                 | 6 marca 2021         | Łódź, DoubleTree by Hilton Hotel Łódź   | Bez udziału publiczności         | PPV – Fame MMA TV                                   |
| 10                                           | Fame 10: Don Kasjo vs. Parke                       | 15 maja 2021         | Łódź, DoubleTree by Hilton Hotel Łódź   | Bez udziału publiczności         | PPV – Fame MMA TV                                   |
| 11                                           | Fame 11: Fight Club                                | 2 października 2021  | Gliwice, Arena Gliwice                  | 12 000 widzów                    | PPV – Fame MMA TV                                   |
| 12                                           | Fame 12: Don Kasjo vs. Polish Zombie               | 20 listopada 2021    | Gdańsk/Sopot, Ergo Arena                | 10 000 widzów                    | PPV – Fame MMA TV                                   |
| 13                                           | Fame 13: Nitro vs. Unboxall                        | 26 marca 2022        | Gliwice, Arena Gliwice                  | 12 000 widzów                    | PPV – Fame MMA TV, Polsat Box PPV/Polsat Box Go PPV |
| 14                                           | Fame 14: Gimper vs. Tromba                         | 14 maja 2022         | Kraków, Tauron Arena                    | 19 000 widzów                    | PPV – Fame MMA TV, Polsat Box PPV/Polsat Box Go PPV |
| 15                                           | Fame 15: Zemsta                                    | 26 sierpnia 2022     | Łódź, Atlas Arena                       | 12 000 widzów                    | PPV – Fame MMA TV, Polsat Box PPV/Polsat Box Go PPV |
| 16                                           | Fame 16: Tromba vs. Dubiel                         | 5 listopada 2022     | Gliwice, Arena Gliwice                  | 12 000 widzów                    | PPV – Fame MMA TV, Polsat Box PPV/Polsat Box Go PPV |
| 17                                           | Fame 17: Ferrari vs. Łaszczyk                      | 3 lutego 2023        | Kraków, Tauron Arena                    | 14 000 widzów                    | PPV – Fame MMA TV                                   |
| 18                                           | Fame 18: Crusher vs. Ferrari                       | 20 maja 2023         | Łódź, Atlas Arena                       | 12 000 widzów                    | PPV – Fame MMA TV                                   |
| 19                                           | Fame 19: Tańcula vs. Ferrari                       | 2 września 2023      | Kraków, Tauron Arena                    | 19 000 widzów                    | PPV – Fame MMA TV                                   |
| 20                                           | Fame 20: The Celebration & The Tournament          | 10 lutego 2024       | Kraków, Tauron Arena                    | 19 000 widzów                    | PPV – Fame MMA TV                                   |
| 21                                           | Fame 21: Pretendent                                | 18 maja 2024         | Gliwice, Arena Gliwice                  | 12 000 widzów                    | PPV – Fame MMA TV Canal+ online                     |
| 22                                           | Fame 22: Ultimate                                  | 31 sierpnia 2024     | Warszawa, PGE Narodowy                  | 47 000 widzów                    | PPV – Fame MMA TV Canal+ online                     |
| 23                                           | Fame 23: Ferrari & Stary Ferrariego vs. Kwieciński | 7 grudnia 2024       | Łódź, Atlas Arena                       | 12 000 widzów                    | PPV – Fame MMA TV Canal+ online                     |
| 24                                           | Fame 24: Underground                               | 8 lutego 2025        | Warszawa, Studio ATM                    | 200 widzów                       | PPV – Fame MMA TV                                   |
| 25                                           | Fame 25: Revolution                                | 5 kwietnia 2025      | Częstochowa, Hala Sportowa              | 6 000 widzów                     | PPV – Fame MMA TV                                   |
| 26                                           | Fame 26: Gold                                      | 12 lipca 2025        | Warszawa, Studio ATM                    | 200 widzów                       | PPV – Fame MMA TV                                   |
| 27                                           | Fame 27: Kingdom                                   | 6 września 2025      | Gliwice, Arena Gliwice                  | -                                | PPV – Fame MMA TV                                   |
| 28                                           | Fame 28                                            | listopad 2025        | TBA                                     | -                                | PPV – Fame MMA TV                                   |
| Inne                                         |                                                    |                      |                                         |                                  |                                                     |
| Fame UK 1: Gowland vs. McKenna               | Fame UK 1: Gowland vs. McKenna                     | 14 grudnia 2019      | Newcastle, Utilita Arena                | 2 500 widzów                     | PPV – Fame MMA TV                                   |
| Hype S01E01: Rafonix vs. Hejter              | Hype S01E01: Rafonix vs. Hejter                    | 17 kwietnia 2021     | Łódź, DoubleTree by Hilton Hotel Łódź   | Bez udziału publiczności         | PPV – Hype MMA TV                                   |
| Road to Armia 1: Powered by Fame MMA         | Road to Armia 1: Powered by Fame MMA               | 14 maja 2021         | Łódź, DoubleTree by Hilton Hotel Łódź   | Bez udziału publiczności         | Kanały Youtube: Kanał Sportowy, Fame MMA.           |
| Fame Friday Arena 1: Alberto vs. Kubańczyk   | Fame Friday Arena 1: Alberto vs. Kubańczyk         | 21 lipca 2023        | Wrocław, Hala Stulecia                  | 5 000 widzów                     | PPV – Fame MMA TV                                   |
| Fame Friday Arena 2: Prezes FEN vs. Boxdel 2 | Fame Friday Arena 2: Prezes FEN vs. Boxdel 2       | 29 września 2023     | Szczecin, Netto Arena                   | 5 500 widzów                     | PPV – Fame MMA TV                                   |
| Fame: Reborn                                 | Fame: Reborn                                       | 9 grudnia 2023       | Łódź, Atlas Arena                       | 12 000 widzów                    | PPV – Fame MMA TV                                   |
| Fame: The Freak                              | Fame: The Freak                                    | 4 października 2024  | Szczecin, Netto Arena                   | 5 500 widzów                     | PPV – Fame MMA TV Canal+ online                     |

## Wyniki gal numerowanych
Legenda:
- (c) – mistrz/mistrzyni przed walką

### Fame 1: Boxdel vs. Guzik
- Walka o pas mistrzowski Fame MMA w kategorii ciężkiej (do 120,2 kg / 265 lb): (Main Event)  Michał „Boxdel” Baron –  Jakub „Guzik” Szymański

Zwycięstwo Boxdela przez TKO (ciosy pięściami) w 1. rundzie
- Walka w kategorii open (bez limitu wagowego): (Co-Main Event, Boks)  Daniel „Magical” Zwierzyński –  Adrian „Polak” Polański

Zwycięstwo Polaka przez jednogłośną decyzję sędziów po 3 rundach
- Walka w kategorii open (bez limitu wagowego): (Pojedynek rycerski)  Piotr Celej –  Krzysztof Olczak

Zwycięstwo Olczaka przez jednogłośną decyzję sędziów (29-23) po 3 rundach
- Walka w kategorii półśredniej (do 77,1 kg / 170 lb):  Dawid „Ambro” Ambroziak –  Dawid „Surfer” Ozdoba

Zwycięstwo Ambra przez poddanie (duszenie zza pleców) w 1. rundzie
- Walka w kategorii open (bez limitu wagowego):  Michał Handke –  Maksymilian „Wiewiór” Wiewiórka

Zwycięstwo Handke przez TKO (ciosy pięściami) w 2. rundzie
- Walka w kategorii open (bez limitu wagowego):   Hubert „Ken” Korczak –  Krystian „Krycha” Wilczak

Zwycięstwo Krychy przez TKO (ciosy pięściami) w 2. rundzie
- Walka w kategorii open (bez limitu wagowego):  Marek „Maro” Wilczak –  Łukasz Lupa

Zwycięstwo Lupy przez KO (cios podbródkowy) w 1. rundzie
- Walka w kategorii ciężkiej (do 120,2 kg / 265 lb):  Michał „Łysy Bogas” Bogawski –  Sebastian „Ztrolowany” Nowak

Zwycięstwo Ztrolowanego przez TKO (ciosy pięściami w parterze) w 3. rundzie

### Fame 2: Rafonix vs. Magical
- Walka w kategorii open (bez limitu wagowego): (Main Event)  Marcin „Rafonix” Krasucki –  Daniel „Magical” Zwierzyński

Zwycięstwo Rafonixa przez TKO (ciosy pięściami + złamanie nogi) w 1. rundzie
- Walka o pas mistrzowski Fame MMA w kategorii półśredniej (do 77,1 kg / 170 lb): (Co-Main Event)  Dawid Malczyński –  Adrian „Polak” Polański

Zwycięstwo Malczyńskiego przez niejednogłośną decyzję sędziów po 3 rundach
- Walka w kategorii open (bez limitu wagowego):  Marek „AdBuster” Hoffmann –  Dawid „Surfer” Ozdoba

Zwycięstwo AdBustera przez TKO (ciosy pięściami) w 1. rundzie
- Walka w kategorii półśredniej (do 77,1 kg / 170 lb):  Amadeusz „Ferrari” Roślik –  Sylwester „Bystrzak” Tkocz

Zwycięstwo Ferrariego przez TKO (ciosy pięściami) w 1. rundzie
- Walka w kategorii open (bez limitu wagowego):  Piotr „Bonus BGC” Witczak –  Sebastian „Ztrolowany” Nowak

Zwycięstwo Ztrolowanego przez TKO (ciosy pięściami w parterze) w 2. rundzie
- Walki w kategorii ciężkiej: (2 vs. 2)  Piotr Tyburski  Paweł Tyburski –  Piotr Kluk  Paweł Kluk

Zwycięstwo Tyburskich przez TKO (ciosy pięściami w parterze) w 1. rundzie
- Walka w kategorii superciężkiej:  Artur „Waluś” Walczak –  Piotr „Czapi” Czapiewski

Zwycięstwo Walusia przez TKO (ciosy pięściami) w 1. rundzie
- Walka w kategorii open (bez limitu wagowego):  Kamil „Kasti” Stępiński –  Łukasz Lupa

Zwycięstwo Kastiego przez TKO (ciosy pięściami w parterze) w 1. rundzie

### Fame 3: IsAmU vs. DeeJayPallaside
- Walka w kategorii półśredniej (do 77,1 kg / 170 lb): (Main Event)  Szymon „IsAmU” Kasprzyk –  Daniel „DeeJayPallaside” Pawlak

Zwycięstwo IsAmU przez jednogłośną decyzję sędziów po 3 rundach
- Walka o pas mistrzowski Fame MMA w kategorii półśredniej (do 77,1 kg / 170 lb): (Co-Main Event)  Dawid Malczyński (c) –  Amadeusz „Ferrari” Roślik

Zwycięstwo Malczyńskiego przez jednogłośną decyzję sędziów po 3 rundach
- Walka kobiet w kategorii open (bez limitu wagowego):  Marta „Linkimaster” Linkiewicz –  Monika „Esmeralda” Godlewska

Zwycięstwo Linkimaster przez TKO (ciosy pięściami w parterze) w 1. rundzie
- Walka w kategorii open (bez limitu wagowego):  Piotr „Bonus BGC” Witczak –  Szymon „Taxi Złotówa” Wrzesień

Zwycięstwo Taxi Złotówy przez TKO (niezdolność do kontynuowania walki) w 1. rundzie
- Walka w kategorii półśredniej (do 77,1 kg / 170 lb):  Filip „Filipek” Marcinek –  Patryk „Ryba” Karaś

Zwycięstwo Ryby przez jednogłośną decyzję sędziów po 3 rundach
- Walka w kategorii open (bez limitu wagowego):  Adrian „Polak” Polański –  Kasjusz „Don Kasjo” Życiński

Zwycięstwo Don Kasjo przez jednogłośną decyzję sędziów po 3 rundach (początkowo zwycięstwo Polaka przez niejednogłośną decyzję sędziów, jednak werdykt został zmieniony)
- Walka w kategorii półśredniej (do 77,1 kg / 170 lb):  Krystian „Krycha” Wilczak –  Bartłomiej „Ruby” Brzeziński

Zwycięstwo Krychy przez KO (kolano) w 1. rundzie
- Walka w kategorii ciężkiej (do 120,2 kg / 265 lb):  Krzysztof „Bodychrist” Ciesielski –  Marcin „Mnich Terminator” Wójcik

Zwycięstwo Mnicha Terminatora przez TKO (niezdolność do kontynuowania walki) w 2. rundzie
- Walka w kategorii półśredniej (do 77,1 kg / 170 lb):  Maksymilian „Wiewiór” Wiewiórka –  Kamil „Hassi” Hassan

Zwycięstwo Wiewióra przez jednogłośną decyzję sędziów po 3 rundach

### Fame 4: Linkimaster vs. Lil Masti
- Walka o pas mistrzowski Fame MMA kobiet w kategorii open (bez limitu wagowego): (Main Event)  Marta „Linkimaster” Linkiewicz –  Aniela „Lil Masti” Bogusz

Zwycięstwo Lil Masti przez TKO (ciosy pięściami w parterze) w 1. rundzie
- Walka w kategorii średniej (do 83,9 kg / 185 lb): (Co-Main Event)  Adrian „Medusa” Salamon –  Piotr „Knaziuu” Knaś

Zwycięstwo Medusy przez poddanie (dźwignia na staw łokciowy) w 2. rundzie
- Walka w umownym limicie -74 kg:  Adrian „Polak” Polański –  Amadeusz „Ferrari” Roślik

Zwycięstwo Polaka przez jednogłośną decyzję sędziów po 3 rundach
- Walka w kategorii open (bez limitu wagowego):  Michał „Boxdel” Baron –  Jakub „Kubańczyk” Flas

Zwycięstwo Kubańczyka przez TKO (ciosy pięściami) w 1. rundzie
- Walka w kategorii open (bez limitu wagowego): (kickboxing/K-1)  Dawid „Ambro” Ambroziak –  Kasjusz „Don Kasjo” Życiński

Zwycięstwo Don Kasjo przez jednogłośną decyzję sędziów po 3 rundach
- Walka w kategorii open (bez limitu wagowego):  Patryk „Kizo” Woziński –  Marcin „Mielonidas” Makowski

Zwycięstwo Mielonidasa przez TKO (ciosy pięściami w parterze) w 3. rundzie
- Walka w kategorii open (bez limitu wagowego):  Filip „Filipek” Marcinek –  Łukasz „Tomb” Imiełowski

Zwycięstwo Filipka przez jednogłośną decyzję sędziów po 3 rundach
- Walka w kategorii półciężkiej (do 93 kg / 205 lb):  Krystian „Jongmen” Brzeziński –  Kamil „Kasti” Stępiński

Zwycięstwo Jongmena przez poddanie (duszenie zza pleców) w 2. rundzie

### Fame 5: Bonus BGC vs. Najman
- Walka w kategorii ciężkiej (do 120,2 kg / 265 lb): (Main Event)  Piotr „Bonus BGC” Witczak –  Marcin „El Testosteron” Najman

Zwycięstwo El Testosterona przez TKO (ciosy pięściami) w 1. rundzie
- Walka o pas mistrzowski Fame MMA w kategorii średniej (do 83,9 kg / 185 lb): (Co-Main Event)  Marcin Malczyński –  Marek „AdBuster” Hoffmann

Zwycięstwo Malczyńskiego przez jednogłośną decyzję sędziów po 3 rundach
- Walka w kategorii open (bez limitu wagowego): (Super freak fight)  Mateusz „Mini Majk” Krzyżanowski –  Marek „Lord Kruszwil” Kruszel

Zwycięstwo Lorda Kruszwila przez TKO (kopnięcie w żebra) w 2. rundzie
- Walka w kategorii lekkiej (do 70,3 kg / 155 lb):  Szymon „IsAmU” Kasprzyk –  Marcin „Rafonix” Krasucki

Zwycięstwo IsAmU przez poddanie (duszenie zza pleców) w 1. rundzie
- Walka o pas mistrzowski Fame MMA w kategorii półśredniej (do 77,1 kg / 170 lb):  Dawid Malczyński (c) –  Tomasz Olejnik

Zwycięstwo Malczyńskiego przez TKO (kopnięcie w wątrobę + ciosy pięściami) w 1 rundzie
- Walka kobiet w kategorii open (bez limitu wagowego):  Ewelina „Ewelona” Kubiak –  Monika „Esmeralda” Godlewska

Zwycięstwo Ewelony przez TKO (ciosy pięściami w parterze) w 1. rundzie
- Walka w kategorii średniej (do 83,9 kg / 185 lb):  Krystian „Krycha” Wilczak –  Kamil „Kasti” Stępiński

Zwycięstwo Kastiego przez jednogłośną decyzję sędziów po 3 rundach
- Walka w kategorii piórkowej (do 65,8 kg / 145 lb):  Kamil „Hassi” Hassan –  Oleh „Oleg” Riaszeńczew

Zwycięstwo Hassiego przez KO (wysokie kopnięcie w głowę) w 1. rundzie

### Fame 6: Zusje vs. Linkimaster
- Walka kobiet w kategorii koguciej (do 61,2 kg / 135 lb): (Main Event)  Kamila „Zusje” Smogulecka –  Marta „Linkimaster” Linkiewicz

Zwycięstwo Linkimaster przez jednogłośną decyzję sędziów po 3 rundach
- Walka w kategorii półśredniej (do 77,1 kg / 170 lb): (Co-Main Event)  Wojciech Gola –  Marcin „Rafonix” Krasucki

Zwycięstwo Goli przez poddanie (duszenie zza pleców) w 1. rundzie
- Walka w kategorii ciężkiej (do 120,2 kg / 265 lb):  Piotr „Bestia” Piechowiak –  Marcin „El Testosteron” Najman

Zwycięstwo Bestii przez TKO (ciosy pięściami w parterze) w 1. rundzie
- Walka w kategorii open (bez limitu wagowego):  Jakub „Kubańczyk” Flas –  Mateusz „L-Pro” Łapot

Zwycięstwo Kubańczyka przez TKO (ciosy pięściami w parterze) w 1. rundzie
- Walka w kategorii półciężkiej (do 93 kg / 205 lb):  Maciej Rataj –  Kasjusz „Don Kasjo” Życiński

Zwycięstwo Don Kasjo przez poddanie (duszenie gilotynowe) w 2. rundzie
- Walka w kategorii półśredniej (do 77,1 kg / 170 lb):  Bartosz „Qbik” Kubik –  Cyprian „Cypis” Racicki

Zwycięstwo Cypisa przez poddanie (duszenie zza pleców) w 1. rundzie
- Walka w kategorii półciężkiej (do 93 kg / 205 lb):  Alan „Alanik” Kwieciński –  Arkadiusz „AroY” Tańcula

Zwycięstwo AroYa przez jednogłośną decyzję sędziów po 3 rundach
- Walka w kategorii średniej (do 83,9 kg / 185 lb):  Dawid „Ambro” Ambroziak –  Maciej „Szewcu” Szewczyk

Zwycięstwo Ambra przez niejednogłośną decyzję sędziów po 3 rundach

### Fame 7: Popek vs. Stifler
- Walka w kategorii ciężkiej (do 120,2 kg / 265 lb): (Main Event)  Paweł „Popek Monster” Mikołajuw –  Damian „Stifler” Zduńczyk

Zwycięstwo Popka Monstera przez poddanie (dźwignia na staw łokciowy) w 1. rundzie
- Walka w kategorii półśredniej (do 77,1 kg / 170 lb): (Co-Main Event)  Adrian „Polak” Polański –  Amadeusz „Ferrari” Roślik

Zwycięstwo Polaka przez dyskwalifikację rywala (kopnięcie w parterze) w 2. rundzie
- Walka w umownym limicie -80 kg:  Dawid Malczyński –  Wojciech Gola

Zwycięstwo Malczyńskiego przez TKO (niezdolność do kontynuowania walki) w 2. rundzie
- Walka kobiet w kategorii koguciej (do 61,2 kg / 135 lb):  Marta „Linkimaster” Linkiewicz –  Marta „Martirenti” Rentel

Zwycięstwo Linkimaster przez TKO (niezdolność do kontynuowania walki) w 1. rundzie
- Walka w umownym limicie -88 kg:  Arkadiusz „AroY” Tańcula –  Paweł „Tybori” Tyburski

Zwycięstwo Tyboriego przez TKO (niezdolność do kontynuowania walki) w 2. rundzie
- Walka w umownym limicie -74 kg:  Maksymilian „Wiewiór” Wiewiórka –  Kamil „Hassi” Hassan

Zwycięstwo Wiewióra przez jednogłośną decyzję sędziów po 3 rundach
- Walka w kategorii open (bez limitu wagowego):  Tomasz Olejnik –  Mariusz „Hejter” Słoński

Zwycięstwo Hejtera przez poddanie (dźwignia na staw łokciowy) w 1. rundzie
- Walka w kategorii open (bez limitu wagowego):  Marcin „El Testosteron” Najman –  Dariusz „Daro Lew” Kaźmierczuk

Zwycięstwo El Testosterona przez poddanie (ciosy pięściami w parterze) w 1. rundzie
- Walka w kategorii półciężkiej (do 93 kg / 205 lb):  Marcin „Mielonidas” Makowski –  Łukasz Lupa

Zwycięstwo Lupy przez KO (cios pięścią) w 1. rundzie
- Walka w kategorii ciężkiej (do 120,2 kg / 265 lb):  Sebastian „Ztrolowany” Nowak –  Maciej Rataj

Zwycięstwo Rataja przez jednogłośną decyzję sędziów po 3 rundach

### Fame 8: Dubiel vs. Blonsky
- Walka w kategorii średniej (do 83,9 kg / 185 lb): (Main Event)  Marcin Dubiel –  Kacper „Blonsky” Błoński

Zwycięstwo Blonsky’ego przez jednogłośną decyzję sędziów po 3 rundach
- Walka w kategorii ciężkiej (do 120,2 kg / 265 lb): (Boks w rękawicach MMA, Co-Main Event)  Kasjusz „Don Kasjo” Życiński –  Marcin „El Testosteron” Najman

Zwycięstwo Don Kasjo przez dyskwalifikację (kopnięcie) w 1. rundzie
- Walka w kategorii półśredniej (do 77,1 kg / 170 lb):  Michał „Sobota” Sobolewski –  Filip „Filipek” Marcinek

Zwycięstwo Filipka przez jednogłośną decyzję sędziów po 3 rundach
- Walka w kategorii średniej (do 83,9 kg / 185 lb): (kickboxing/K-1 w rękawicach MMA)  Amadeusz „Ferrari” Roślik –  Maksymilian „Wiewiór” Wiewiórka

Zwycięstwo Wiewióra przez jednogłośną decyzję sędziów po 3 rundach
- Walka w umownym limicie -88 kg:  Paweł „Tybori” Tyburski –  Gabriel „Arab” Al-Sulwi

Zwycięstwo Araba przez jednogłośną decyzję sędziów po 3 rundach
- Walka w kategorii ciężkiej (do 120,2 kg / 265 lb):  Piotr „Szeli” Szeliga –  Piotr „Bestia” Piechowiak

Zwycięstwo Bestii przez poddanie (duszenie zza pleców) w 3. rundzie
- Walka kobiet w kategorii koguciej (do 61,2 kg / 135 lb):  Kamila „Zusje” Smogulecka –  Dagmara Szewczyk

Zwycięstwo Zusje przez TKO (ciosy pięściami w parterze) w 1. rundzie
- Walka w kategorii półśredniej (do 77,1 kg / 170 lb):  Patryk „Mortalcio” Baran –  Mariusz „Hejter” Słoński

Zwycięstwo Mortalcia przez poddanie (duszenie zza pleców) w 3. rundzie
- Walka o pas mistrzowski XFC w kategorii półśredniej (do 77,1 kg / 170 lb): (kickboxing/K-1)  Piotr Pająk –  Alan „Alanik” KwiecińskiLogo federacji XFC

Logo federacji XFC

Zwycięstwo Alanika przez jednogłośną decyzję sędziów po 3 rundach
- Walka w kategorii półśredniej (do 77,1 kg / 170 lb):  Gamou Fall –  Maciej „Szewcu” Szewczyk

Zwycięstwo Gamou przez poddanie (duszenie zza pleców) w 2. rundzie

### Fame 9: Let’s Play
- Walka w kategorii ciężkiej (do 120,2 kg / 265 lb): (Boks, Main Event)  Patryk „Kizo” Woziński –  Gabriel „Arab” Al-Sulwi

Zwycięstwo Araba przez jednogłośną decyzję sędziów po 3 rundach
- Walka w kategorii półśredniej (do 77,1 kg / 170 lb): (Co-Main Event)  Kacper „Blonsky” Błoński –  Sylwester Wardęga

Zwycięstwo Blonsky’ego przez techniczne poddanie (duszenie zza pleców) w 1. rundzie
- Walka o pas mistrzowski Fame MMA w kategorii średniej (do 83,9 kg / 185 lb):  Marcin Malczyński (c) –  Jakub „Kubańczyk” Flas

Zwycięstwo Kubańczyka przez TKO (niskie kopnięcia) w 1. rundzie
- Walka kobiet w kategorii koguciej (do 61,2 kg / 135 lb):  Kamila „Zusje” Smogulecka –  Kamila „Kamiszka” Wybrańczyk

Zwycięstwo Kamiszki przez poddanie (duszenie zza pleców) w 2. rundzie
- Walka w kategorii półśredniej (do 77,1 kg / 170 lb):  Patryk „paTrykos” Domke –  Paweł „Ponczek” Sikora

Zwycięstwo Ponczka przez jednogłośną decyzję sędziów po 3 rundach
- Walka w kategorii półśredniej (do 77,1 kg / 170 lb):  Mariusz „Hejter” Słoński –  Filip Zabielski

Zwycięstwo Zabielskiego przez niejednogłośną decyzję sędziów po 3 rundach
- Walka w umownym limicie -82 kg:  Mikołaj „VanDal” Rdzanek –  Jakub „Kuba Post” Postaremczak

Zwycięstwo Kuby Posta przez niejednogłośną decyzję sędziów po 3 rundach
- Walka kobiet w limicie umownym -56 kg:  Karolina „Way of Blonde” Brzuszczyńska –  Anna „Anna IFBB PRO” Andrzejewska

Zwycięstwo Way of Blonde przez jednogłośną decyzję sędziów po 3 rundach
- Walka w umownym limicie -79 kg:  Krystian „Krycha” Wilczak –  Patryk „Mortalcio” Baran

Zwycięstwo Krychy przez TKO (ciosy pięściami) w 2. rundzie
- Walka w kategorii piórkowej (do 65,8 kg / 145 lb):  Patryk „Ryba” Karaś –  Oleh „Oleg” Riaszeńczew

Zwycięstwo Ryby przez poddanie (duszenie zza pleców) w 3. rundzie

### Fame 10: Don Kasjo vs. Parke
- Walka o „pas Króla” oraz 1 kg sztabkę złota w umownym limicie -83,9 kg: (Boks, Main Event)  Kasjusz „Don Kasjo” Życiński –  Norman „Stormin” Parke

Zwycięstwo Stormina przez jednogłośną decyzję sędziów po 5 rundach
- Walka w kategorii półśredniej (do 77,1 kg / 170 lb): (Co Main-Event)  Marcin Dubiel –  Cezary „Czaro” Nykiel

Zwycięstwo Dubiela przez poddanie (duszenie gilotynowe) w 2. rundzie
- Walka o pas mistrzowski Fame MMA w kategorii półśredniej (do 77,1 kg / 170 lb):  Dawid „Bocian” Malczyński (c) –  Adrian „Polak” Polański

Zwycięstwo Polaka przez KO (lewy sierpowy + ciosy pięściami) w 2. rundzie
- Walka kobiet o pas mistrzowski Fame MMA w kategorii koguciej (do 61,2 kg / 135 lb):  Marta „Linkimaster” Linkiewicz –  Kamila „Kamiszka” Wybrańczyk

Zwycięstwo Linkimaster przez niejednogłośną decyzję sędziów po 3 rundach
- Walka w kategorii półciężkiej (do 93 kg / 205 lb):  Arkadiusz „AroY” Tańcula –  Mateusz „Muran” Murański

Zwycięstwo AroYa przez jednogłośną decyzję sędziów po 3 rundach
- Walka w kategorii półśredniej (do 77,1 kg / 170 lb):  Alan „Alanik” Kwieciński –  Piotr Pająk

Zwycięstwo Pająka przez poddanie (duszenie gilotynowe) w 2. rundzie
- Walka w kategorii półśredniej (do 77,1 kg / 170 lb):  Amadeusz „Ferrari” Roślik –  Mateusz „Haribo” Gąsiewski

Zwycięstwo Ferrariego przez TKO (ciosy pięściami w parterze) w 2. rundzie
- Walka w umownym limicie -90 kg:  Gabriel „Arab” Al-Sulwi –  Łukasz Lupa

Zwycięstwo Araba przez jednogłośną decyzję sędziów po 3 rundach
- Walka w kategorii średniej (do 83,9 kg / 185 lb):  Michał Gała –  Mikołaj Śmieszek

Zwycięstwo Gały przez jednogłośną decyzję sędziów po 3 rundach
- Walka w kategorii półśredniej (do 77,1 kg / 170 lb):  Dawid „Ambro” Ambroziak –  Piotr „Miejski Drwal” Szczurek

Zwycięstwo Miejskiego Drwala przez jednogłośną decyzję sędziów po 3 rundach

### Fame 11: Fight Club
- Walka w umownym limicie -80 kg: (Boks w rękawicach MMA, Main Event)  Borys „The Tasmanian Devil” Mańkowski –  Norman „Stormin” Parke

Zwycięstwo The Tasmanian Devila przez jednogłośną decyzję sędziów po 1 rundzie (15min)
- Walka w kategorii lekkiej (do 70,3 kg / 155 lb): (Co-Main Event)  Marcin Dubiel –  Wojciech „OjWojtek” Przeździecki

Zwycięstwo Dubiela przez TKO (ciosy pięściami w parterze) w 1. rundzie
- Walka w umownym limicie -73 kg: (Boks w rękawicach MMA, Co-Main Event)  Sylwester Wardęga –  Daniel „Danny” Ferreri

Zwycięstwo Danny’ego przez TKO (niezdolność do kontynuowania walki) po 2. rundzie
- Walka w umownym limicie -82 kg:  Mikołaj „Mixer” Magdziarz –  Piotr „Popo” Węgrzyn

Zwycięstwo Popo przez TKO (ciosy pięściami w parterze) w 2. rundzie
- Walka w kategorii open (bez limitu wagowego):  Filip „Filipek” Marcinek –  Amadeusz „Ferrari” Roślik

Zwycięstwo Ferrariego przez jednogłośną decyzję sędziów po 3 rundach
- Walka w kategorii open (bez limitu wagowego):   Filip Zabielski –  Maksym „Maksymalnie” Ziółkowski

Remis przez niejednogłośną decyzję sędziów po 3 rundach
- Walka w kategorii półśredniej (do 77,1 kg / 170 lb):  Norbert „Smolasty” Smoliński –  Piotr „Miły Pan” Kołaczyński

Zwycięstwo Miłego Pana przez poddanie werbalne (kontuzja nogi) w 1. rundzie
- Walka w kategorii półciężkiej (do 93 kg / 205 lb):  Marcin Malczyński –  Arkadiusz Tańcula

Zwycięstwo Tańculi przez TKO (ciosy pięściami w parterze) w 1. rundzie
- Walka w kategorii półśredniej (do 77,1 kg / 170 lb):  Krystian „Krycha” Wilczak –  Aleksandr „Sasha” Muzheiko

Zwycięstwo Krychy przez niejednogłośną decyzję sędziów po 3 rundach
- Walka kobiet w limicie umownym -54 kg:  Karolina „Way of Blonde” Brzuszczyńska –  Patrycja „MeLady” Wieja

Zwycięstwo Way of Blonde przez jednogłośną decyzję sędziów po 3 rundach
- Walka w kategorii ciężkiej (do 120,2 kg / 265 lb):  Piotr „Szeli” Szeliga –  Krzysztof „Fericze” Ferenc

Zwycięstwo Szeliego przez KO (prawy sierpowy) w 1. rundzie
- Walka w kategorii lekkiej (do 70,3 kg / 155 lb): (Półfinały turnieju Road To Armia)  Adrian „Pitbull” Wieliczko –  Gracjan Miś

Zwycięstwo Pitbulla przez jednogłośną decyzję sędziów po 3 rundach
- Walka w kategorii lekkiej (do 70,3 kg / 155 lb): (Półfinały turnieju Road To Armia)  Jakub „Dragon” Kaczmarski –  Roger Irlik

Zwycięstwo Dragona przez niejednogłośną decyzję sędziów po 3 rundach

### Fame 12: Don Kasjo vs. Polish Zombie
- Walka w kategorii open (bez limitu wagowego): (W klatce rzymskiej 3m x 3m, 5x2min, Extra Fight)  Arkadiusz Tańcula –  Jacek „Muran” Murański

Zwycięstwo Tańculi przez dyskwalifikację rywala (trzymanie się siatki podczas walki) w 4. rundzie
- Walka w kategorii open (bez limitu wagowego): (Boks, walka dodatkowa)  Kasjusz „Don Kasjo” Życiński –  Michał „Boxdel” Baron

Zwycięstwo Don Kasjo przez jednogłośną decyzję sędziów po 3 rundach
- Walka w umownym limicie 87 kg: (Boks, Main Event)  Kasjusz „Don Kasjo” Życiński –  Marcin „The Polish Zombie” Wrzosek

Zwycięstwo Don Kasjo przez jednogłośną decyzję sędziów po 6 rundach
- Walka w kategorii półśredniej (do 77,1 kg / 170 lb): (Co-Main Event)  Kacper „Blonsky” Błoński –  Mateusz „Matt Fit Lovers” Janusz

Zwycięstwo Blonsky’ego przez niejednogłośną decyzję sędziów po 3 rundach
- Walka o pas mistrzowski Fame MMA w kategorii półśredniej (do 77,1 kg / 170 lb):  Adrian „Polak” Polański (c) –  Maksymilian „Wiewiór” Wiewiórka

Zwycięstwo Wiewióra przez jednogłośną decyzję sędziów po 3 rundach
- Walka kobiet w kategorii koguciej (do 61,2 kg / 135 lb):  Kamila „Zusje” Smogulecka –  Marta „Martirenti” Rentel

Zwycięstwo Zusje przez jednogłośną decyzję sędziów po 3 rundach
- Walka w kategorii ciężkiej (do 120,2 kg / 265 lb):  Piotr „Bestia” Piechowiak –  Krzysztof „Radzik” Radzikowski

Zwycięstwo Bestii przez jednogłośną decyzję sędziów po 3 rundach
- Walka w kategorii półśredniej (do 77,1 kg / 170 lb):  Krystian „Krycha” Wilczak –  Maciej „Szewcu” Szewczyk

Zwycięstwo Krychy przez jednogłośną decyzję sędziów po 3 rundach
- Walka kobiet w limicie umownym 60 kg:  Kamila „Kamiszka” Wybrańczyk –  Anna „Anna IFBB PRO” Andrzejewska

Zwycięstwo Anny IFBB PRO przez jednogłośną decyzję sędziów po 3 rundach
- Walka w umownym limicie 75 kg:  Patryk „Ryba” Karaś –  Kornel „Koro” Regel

Zwycięstwo Kora przez jednogłośną decyzję sędziów po 3 rundach
- Walka w kategorii lekkiej (do 70,3 kg / 155 lb): (Finał turnieju Road to Armia)  Jakub „Dragon” Kaczmarski –  Adrian „Pitbull” Wieliczko

Zwycięstwo Pitbulla przez jednogłośną decyzję sędziów po 3 rundach

### Fame 13: Nitro vs. Unboxall
- Walka w kategorii lekkiej (do 70,3 kg / 155 lb): (kickboxing/K-1 w rękawicach MMA, Main Event)  Sergiusz „Nitro” Górski –  Paweł „Unboxall” Smektalski

Zwycięstwo Unboxalla przez jednogłośną decyzję sędziów po 3 rundach
- Walka w kategorii open (bez limitu wagowego): (Co-Main Event)  Norman „Stormin” Parke –  Paweł „Popek Monster” Mikołajuw

Zwycięstwo Stormina przez TKO (niezdolność do kontynuowania walki) w 1. rundzie
- Walka w kategorii open (bez limitu wagowego): (Boks w meksykańskich rękawicach)  Adrian „Polak” Polański –  Amadeusz „Ferrari” Roślik

Zwycięstwo Polaka przez niejednogłośną decyzję sędziów po 3 rundach
- Walka kobiet o pas mistrzowski Fame MMA w kategorii koguciej (do 61,2 kg / 135 lb):  Marta „Linkimaster” Linkiewicz (c) –  Karolina „Way of Blonde” Brzuszczyńska

Zwycięstwo Linkimaster przez jednogłośną decyzję sędziów po 3 rundach
- Walka w umownym limicie 105 kg:  Jakub „Japczan” Piotrowicz –  Robert „Sutonator” Pasut

Zwycięstwo Sutonatora przez TKO (ciosy pięściami) w 1. rundzie
- Walka w kategorii open (bez limitu wagowego): (kickboxing/K-1 w rękawicach MMA)  Gabriel „Arab” Al-Sulwi –  Piotr „Szeli” Szeliga

Zwycięstwo Szeliego przez KO (prawy prosty) w 2. rundzie
- Walka w kategorii półśredniej (do 77,1 kg / 170 lb):  Dawid Malczyński –  Paweł „Ponczek” Sikora

Zwycięstwo Malczyńskiego przez poddanie (duszenie trójkątne nogami) w 1. rundzie
- Walka w kategorii półśredniej (do 77,1 kg / 170 lb): (kickboxing/K-1 w rękawicach MMA)  Mariusz „Hejter” Słoński –  Rafał „Takefun” Górniak

No contest w 1. rundzie (Hejter sfaulował Takefuna palcami w oczy, w związku z tym, lekarz nie dopuścił Takefuna do kontynuowania walki)
- Walka w kategorii półśredniej (do 77,1 kg / 170 lb):  Jakub „Kuba Post” Postaremczak –  Patryk „paTrykos” Domke

Zwycięstwo Patrykosa przez jednogłośną decyzję sędziów po 3 rundach
Nagrody bonusowe:
- Specjalny samochód Fame - Dodge Ram o wartości ponad 500.000zł (stworzony przez Fame oraz Buddę) →  Robert „Sutonator” Pasut

### Fame 14: Gimper vs. Tromba
- Walka w umownym limicie -81 kg: (Main Event)  Tomasz „Gimper” Działowy –  Mateusz „Tromba” Trąbka

Zwycięstwo Tromby przez TKO (ciosy pięściami w parterze) w 2. rundzie
- Walka w kategorii lekkiej (do 70,3 kg / 155 lb): (kickboxing/K-1 w rękawicach MMA, Co-Main Event)  Sergiusz „Nitro” Górski –  Marcin „Xayoo” Majkut

Zwycięstwo Xayoo przez TKO (ciosy pięściami i kopnięcie kolanem) w 1. rundzie
- Walka kobiet w kategorii koguciej (do 61,2 kg / 135 lb): (Co-Main Event)  Agata „Fagata” Fąk –  Monika „Mona” Kociołek

Zwycięstwo Fagaty przez jednogłośną decyzję sędziów po 3 rundach
- Walka w kategorii open (bez limitu wagowego): (1 runda boks, w klatce rzymskiej 3m x 3m,)  Norman „Stormin” Parke –  Piotr „Szeli” Szeliga

Zwycięstwo Stormina przez TKO (ciosy pięściami w parterze) w 2. rundzie
- Walka o pas mistrzowski Fame MMA w kategorii półśredniej (do 77,1 kg / 170 lb):  Maksymilian „Wiewiór” Wiewiórka (c) –  Krystian „Krycha” Wilczak

Zwycięstwo Wiewióra przez jednogłośną decyzję sędziów po 3 rundach
- Walka w kategorii open (bez limitu wagowego): (kickboxing/K-1 w rękawicach MMA)  Adam „AJ” Modzelewski –  Mateusz „Matt Fit Lovers” Janusz

Zwycięstwo AJ-a przez KO (kopnięcie kolanem w głowę) w 1. rundzie
- Walka w umownym limicie -96 kg:  Alan „Alanik” Kwieciński –  Mateusz „Muran” Murański

Zwycięstwo Murana przez niejednogłośną decyzję sędziów po 3 rundach
- Walka w kategorii półśredniej (do 77,1 kg / 170 lb):  Dawid Malczyński –  Mariusz „Hejter” Słoński

Zwycięstwo Malczyńskiego przez TKO (lewy prosty i ciosy w parterze) w 1. rundzie
- Walka kobiet w limicie umownym -69 kg:  Katarzyna „Lala Laluna” Alexander –  Wiktoria „Wiki” Jaroniewska

Zwycięstwo Wiki przez niejednogłośną decyzję sędziów po 3 rundach

### Fame 15: Zemsta
- Walka kobiet o pasy mistrzowski w kategorii koguciej (do 61,2 kg / 135 lb) – 1. „Królowej freak fights wagi OPEN”, 2. mistrzyni Fame MMA wagi koguciej kobiet (posiadany przez „Linkimaster”) oraz 3. mistrzyni Fame MMA wagi OPEN kobiet (posiadany przez „Lil Masti”): (Main Event)  Marta „Linkimaster” Linkiewicz –  Aniela „Lil Masti” Bogusz

Zwycięstwo Lil Masti przez jednogłośną decyzję sędziów po 3 rundach
- Walka w kategorii półśredniej (do 77,1 kg / 170 lb): (kickboxing/K-1 w rękawicach MMA, Co-Main Event)  Marcin „Xayoo” Majkut –  Mikołaj „Konopskyy” Tylko

Zwycięstwo Xayoo przez jednogłośną decyzję sędziów po 3 rundach
- Walka w umownym limicie -92 kg: (Boks, ring bokserski)  Mariusz „Sarius” Golling –  Marcin „Polish Zombie” Wrzosek

Zwycięstwo Polish Zombie przez jednogłośną decyzję sędziów po 3 rundach
- Walka w kategorii półśredniej (do 77,1 kg / 170 lb): (W klatce rzymskiej 3m x 3m, bez limitu czasowego)  Kacper „Crusher” Błoński –  Marcin Dubiel

Zwycięstwo Dubiela przez TKO (ciosy pięściami) w 17 minucie i 52 sekundzie
- Walka w kategorii open (bez limitu wagowego): (W klatce rzymskiej 3m x 3m)  Arkadiusz Tańcula –  Jacek „Muran” Murański

Zwycięstwo Tańculi przez jednogłośną decyzję sędziów po 5 rundach
- Walka w kategorii półciężkiej (do 93 kg / 205 lb):  Arkadiusz Tańcula –  Mateusz „Muran” Murański

Zwycięstwo Tańculi przez poddanie (duszenie zza pleców) w 3. rundzie
- Walka w umownym limicie -74 kg: (kickboxing/K-1 w rękawicach MMA)  Franciszek „Franio” Rusiecki –  Jakub „Paramaxil” Frączek

Zwycięstwo Frania przez KO (prawy sierpowy) w 1. rundzie
- Walka w kategorii półśredniej (do 77,1 kg / 170 lb): (kickboxing/K-1 w rękawicach MMA)  Rafał „Takefun” Górniak –  Filip Zabielski

Zwycięstwo Zabielskiego przez jednogłośną decyzję sędziów po 3 rundach
- Walki w umownym limicie -67 kg: (2 vs. 2, bez limitu czasowego)  Radosław „Warjat Radek” Kapias  Patryk Woźniak –  Jamil „Neffati Brothers” Neffati  Jamel „Neffati Brothers” Neffati

Zwycięstwo Jamila przez KO (prawy sierpowy) w 1. rundzie i Jamela przez poddanie (duszenie zza pleców) w 2. rundzie

### Fame 16: Tromba vs. Dubiel
- Walka w umownym limicie -80 kg: (Main Event)  Mateusz „Tromba” Trąbka –  Marcin Dubiel

Zwycięstwo Dubiela przez TKO (kolano i ciosy pięściami w parterze) w 1. rundzie
- Walka w kategorii półciężkiej (do 93 kg / 205 lb): (Co-Main Event)  Robert „Sutonator” Pasut –  Jacek „Muran” Murański

Zwycięstwo Sutonatora przez TKO (ciosy pięściami w parterze) w 2 rundzie
- Walka w umownym limicie -95 kg: (Boks w rękawicach MMA)  Patryk „Bandura” Bandurski –  Alan „Braveheart” Kwieciński

Zwycięstwo Bandury przez jednogłośną decyzje sędziów po 3 rundach
- Walka w kategorii półśredniej (do 77,1 kg / 170 lb):  Mariusz „Hejter” Słoński –  Amadeusz „Ferrari” Roślik

Zwycięstwo Ferrariego przez KO (cios pięścią w parterze) w 1. rundzie
- Walka w kategorii półśredniej (do 77,1 kg / 170 lb):  Mateusz „Matt MeKnife” Janusz –  Krystian Wilczak

Zwycięstwo Matt MeKnife’a przez jednogłośną decyzje sędziów po 3 rundach
- Walka w kategorii półśredniej (do 77,1 kg / 170 lb):  Patryk „paTrykos” Domke –  Adrian „Polak” Polański

Zwycięstwo Polaka przez jednogłośną decyzje sędziów po 3 rundach
- Walka w umownym limicie -85 kg: (kickboxing/K-1 w rękawicach MMA)   Dariusz „Daro Lew” Kaźmierczuk –  Filip „Filipek” Marcinek

Zwycięstwo Filipka przez TKO (niezdolność do kontynuowania walki po drugim nokdaunie) w 1. rundzie
- Walka w umownym limicie -98 kg:  Dawid „Dzinold” Rzeźnik –  Szymon „Szymool” Besser

Zwycięstwo Dzinolda przez jednogłośną decyzje sędziów po 3 rundach
- Walka kobiet w kategorii koguciej (do 61,2 kg / 135 lb):  Marta „Martirenti” Rentel –  Wiktoria „Wiki” Jaroniewska

Zwycięstwo Wiki przez TKO (ciosy pięściami w parterze) w 2. rundzie
- Walka w umownym limicie -87 kg:  Natan „Bóg Estetyki” Marcoń –  Radosław „Wiejski Koks” Paszko

Zwycięstwo Wiejskiego Koksa przez jednogłośną decyzje sędziów po 3 rundach

### Fame 17: Ferrari vs. Łaszczyk
- Walka w kategorii open (bez limitu wagowego): (Extra Fight, W klatce rzymskiej 3m x 3m)  Paweł „Prezes FEN” Jóźwiak –  Michał „Boxdel” Baron

Zwycięstwo Boxdela przez TKO (niezdolność do kontynuowania walki – rezygnacja) w 2. rundzie
- Walka w kategorii półśredniej (do 77,1 kg / 170 lb): (Main Event)  Amadeusz „Ferrari” Roślik –  Kamil „Szczurek” Łaszczyk

Zwycięstwo Szczurka przez TKO (ciosy pięściami w parterze) w 3. rundzie
- Walka w umownym limicie -90 kg: (Co-Main Event, kickboxing/K-1 w rękawicach MMA)  Wacław „Wac Toja” Osiecki –  Sebastian „Alterboy” Fabijański

Zwycięstwo Wac Toji przez KO (lewy prosty) w 1. rundzie
- Walka w kategorii lekkiej (do 70,3 kg / 155 lb):   Cezary „Czarmageddon” Jóźwik –  Tomasz „Gimper” Działowy

Zwycięstwo Gimpera przez jednogłośną decyzję sędziów po 3 rundach
- Walka w kategorii średniej (do 83,9 kg / 185 lb): (kickboxing/K-1 w rękawicach MMA)  Maksymilian „Wiewiór” Wiewiórka –  Alan Kwieciński

Zwycięstwo Kwiecińskiego przez KO (latające kopnięcie) w 2. rundzie
- Walka w umownym limicie -68 kg: (kickboxing/K-1 w rękawicach MMA)  Filip „Filipek” Marcinek –  Robert Karaś

Zwycięstwo Karasia przez jednogłośną decyzję sędziów po 3 rundach
- Walka w kategorii open (bez limitu wagowego): (kickboxing/K-1 w rękawicach MMA)  Piotr „Szeli” Szeliga –  Marcin „Polish Zombie” Wrzosek

Zwycięstwo Szeliego przez TKO (kontuzja ręki) w 1. rundzie
- Walka w kategorii lekkiej (do 70,3 kg / 155 lb): (Ukryta walka)   Mikołaj „Mixer” Magdziarz –   Marcin „Rafonix” Krasucki

Zwycięstwo Rafonixa przez poddanie (duszenie bulldog) w 1. rundzie
- Walka kobiet w umownym limicie -64 kg:   Klaudia „Sheeya” Kołodziejczyk –  Wiktoria „Wiki” Jaroniewska

Zwycięstwo Sheeyi przez TKO (ciosy pięściami w parterze) w 1 rundzie

Nagrody bonusowe:
- Walka wieczoru →  Maksymilian „Wiewiór” Wiewiórka (10 tys. zł) –  Alan Kwieciński (50 tys. zł)

### Fame 18: Crusher vs. Ferrari
- Walka w umownym limicie -81 kg: (Main Event)   Kacper „Crusher” Błoński –  Amadeusz „Ferrari” Roślik

Zwycięstwo Ferrariego przez jednogłośną decyzję sędziów po 3 rundach
- Walka kobiet w umownym limicie -62 kg: (Co-Main Event)  Marta „Linkimaster” Linkiewicz –  Ewa „Kleo” Brodnicka

Zwycięstwo Kleo przez jednogłośną decyzję sędziów po 3 rundach
- Walka w umownym limicie -98 kg: (KickBoxing/K-1 w małych rękawicach do MMA)  Robert „Sutonator” Pasut –  Dawid „Dzinold” Rzeźnik

Zwycięstwo Dzinolda przez jednogłośną decyzję sędziów po 3 rundach
- Walka o pas mistrzowski Fame MMA w kategorii średniej (do 83,9 kg / 185 lb):  Maksymilian „Wiewiór” Wiewiórka –  Arkadiusz Tańcula

Zwycięstwo Wiewióra przez niejednogłośną decyzję sędziów po 3 rundach
- Walka w kategorii średniej (do 83,9 kg / 185 lb):  Tomasz „Zadyma” Gromadzki –   Alan Kwieciński

Zwycięstwo Zadymy przez niejednogłośną decyzję sędziów po 3 rundach
- Walka w kategorii open (bez limitu wagowego): (KickBoxing/K-1 w małych rękawicach do MMA)  Michał „Wampir” Pasternak –  Piotr „Szeli” Szeliga

Zwycięstwo Wampira przez TKO (przerwanie przez narożnik) w 3. rundzie
- Walka w umownym limicie -90 kg:   Natan „Pierzasty” Marcoń –  Dariusz „Daro Lew” Kaźmierczuk

Zwycięstwo Dara Lwa przez jednogłośną decyzję sędziów po 3 rundach
- Walka kobiet w umownym limicie -58 kg:  Elizabeth „Lizi” Anorue –  Dominika Rybak

Zwycięstwo Rybak przez TKO (ciosy pięściami w parterze) w 2. rundzie
- Walka w kategorii półśredniej (do 77,1 kg / 170 lb):  Mateusz Spysiński –  Jakub „Paramaxil” Frączek

Zwycięstwo Paramaxila przez jednogłośną decyzję sędziów po 3 rundach

Nagrody bonusowe:
- Walka wieczoru →   Robert „Sutonator” Pasut (10 tys. zł) –  Dawid „Dzinold” Rzeźnik (50 tys. zł)

### Fame 19: Tańcula vs. Ferrari
- Walka w umownym limicie -82 kg: (Main Event)  Arkadiusz Tańcula –  Amadeusz „Ferrari” Roślik

Zwycięstwo Tańculi przez jednogłośną decyzję sędziów po 3 rundach
- Walka w umownym limicie -79 kg: (Co-Main Event, kickboxing/K-1 w małych rękawicach do MMA)  Marcin „Xayoo” Majkut –  Franciszek „Franio” Rusiecki

Zwycięstwo Xayoo przez KO (lewy sierpowy) w 2. rundzie
- Walka w umownym limicie -93 kg: (Co-Main Event 2, kickboxing/K-1 w małych rękawicach do MMA)  Paweł „Księżniczka” Tyburski –  Alberto Simao

Zwycięstwo Księżniczki przez TKO (niezdolność do kontynuowania walki po drugim nokdaunie) w 2. rundzie
- Walka w umownym limicie -79 kg: (kickboxing/K-1 w małych rękawicach do MMA)  Sebastian  Fabijański –  Filip „Filipek” Marcinek

Zwycięstwo Filipka przez TKO (niezdolność do kontynuowania walki – kontuzja nogi) w 1. rundzie
- Walka w kategorii open (bez limitu wagowego): (kickboxing/K-1 w małych rękawicach do MMA)  Piotr „Szeli” Szeliga –  Marcin „Polish Zombie” Wrzosek

Zwycięstwo Polish Zombie przez TKO (niezdolność do kontynuowania walki po drugim nokdaunie) w 3. rundzie
- Walka w kategorii open (bez limitu wagowego): (Boks w małych rękawicach do MMA)  Jakub Nowaczkiewicz –  Robert Karaś

Zwycięstwo Nowaczkiewicza przez jednogłośną decyzję sędziów po 3 rundach
- Walka w kategorii średniej (do 83,9 kg / 185 lb):  Piotr „Tybori” Tyburski –  Tomasz „Zadyma” Gromadzki

Zwycięstwo Zadymy przez TKO (kontuzja nogi) w 1. rundzie
- Walka w kategorii średniej (do 83,9 kg / 185 lb):  Przemysław Szyszka –  Norbert Daszkiewicz

Zwycięstwo Daszkiewicza przez jednogłośną decyzję sędziów po 3 rundach
- Walka kobiet w umownym limicie -63 kg:  Klaudia „Sheeya” Kołodziejczyk –  Dominika Rybak

Zwycięstwo Sheeyi przez jednogłośną decyzję sędziów po 3 rundach
- Walka w kategorii średniej (do 83,9 kg / 185 lb): (kickboxing/K-1 w małych rękawicach do MMA)  Natan „Bóg Estetyki” Marcoń –  Mariusz „Hejter” Słoński

Zwycięstwo Boga Estetyki przez TKO (niezdolność do kontynuowania walki po drugim nokdaunie) w 1. rundzie

Nagrody bonusowe:
- Walka wieczoru →  Franciszek „Franio” Rusiecki (10 tys. zł) –  Marcin „Xayoo” Majkut (50 tys. zł)

### Fame 20: The Celebration & The Tournament
- Walka o 1 500 000 złotych oraz sygnet Fame w umownym limicie -80 kg: (Main Event, kickboxing/K-1 w małych rękawicach do MMA, Finał turnieju, przegrany otrzymuje 500 000zł, natomiast wygrany 1 500 000 zł oraz specjalny sygnet z logiem Fame)  Maksymilian „Wiewiór” Wiewiórka –  Jose „Josef Bratan” Simao

Zwycięstwo Wiewióra przez niejednogłośną decyzję sędziów po 3 rundach.
- Walka o „pas Króla” w umownym limicie -95 kg: (Co-Main Event, kickboxing/K-1)  Kasjusz „Don Kasjo” Życiński –  Michał „Boxdel” Baron

Zwycięstwo Don Kasjo przez niejednogłośną decyzję sędziów po 3 rundach.
- Walka w kategorii open (bez limitu wagowego): (kickboxing/K-1 w małych rękawicach do MMA)  Dariusz „Daro Lew” Kaźmierczuk –  Marcin „Xayoo” Majkut

Zwycięstwo Xayoo przez TKO (niezdolność do kontynuowania walki po 1 nokdaunie) w 1. rundzie
- Walka w umownym limicie -80 kg: (kickboxing/K-1 w małych rękawicach do MMA, Półfinały turnieju)  Dawid Malczyński –  Jose „Josef Bratan” Simao

Zwycięstwo Josefa Bratana przez jednogłośną decyzję sędziów po 1 rundzie (5min).
- Walka w umownym limicie -80 kg: (kickboxing/K-1 w małych rękawicach do MMA, Półfinały turnieju)  Amadeusz „Ferrari” Roślik –  Maksymilian „Wiewiór” Wiewiórka

Zwycięstwo Wiewióra przez jednogłośną decyzję sędziów po 1 rundzie (5min).
- Walka w kategorii lekkiej (do 70,3 kg / 154 lb): (kickboxing/K-1 w małych rękawicach do MMA)  Łukasz „Tuszol” Tuszyński –  Jakub „Kosa” Kosecki

Zwycięstwo Tuszola przez TKO (trzy nokdauny) w 1. rundzie
- Walka w kategorii open: (Boks w małych rękawicach do MMA, Specjalne zasady: Szeli może walczyć używając tylko jednej ręki, dozwolone łokcie i główki)  Piotr „Szeli” Szeliga –  Natan „Szatan” Marcoń

Zwycięstwo Szeliego przez TKO (niezdolność do kontynuowania walki) w 1. rundzie
- Walka w umownym limicie -59 kg: (kickboxing/K-1 w małych rękawicach do MMA)  Marta „Murcix" Błoch –  Paulina Kozłowska

Zwycięstwo Kozłowskiej przez jednogłośną decyzję sędziów po 3 rundach.
- Walka w umownym limicie -80 kg: (kickboxing/K-1 w małych rękawicach do MMA, Ćwierćfinały turnieju)  Jose „Josef Bratan” Simao –  Adrian „Polak” Polański

Zwycięstwo Josefa Bratana przez TKO (trzy nokdauny) w 1. rundzie
- Walka w umownym limicie -80 kg: (kickboxing/K-1 w małych rękawicach do MMA, Ćwierćfinały turnieju)  Filip „Filipek” Marcinek –  Dawid Malczyński

Zwycięstwo Malczyńskiego przez jednogłośną decyzję sędziów po 1 rundzie (5min).
- Walka w umownym limicie -80 kg: (kickboxing/K-1 w małych rękawicach do MMA, Ćwierćfinały turnieju)  Arkadiusz Tańcula –  Maksymilian „Wiewiór” Wiewiórka

Zwycięstwo Wiewióra przez jednogłośną decyzję sędziów po 1 rundzie (5min).
- Walka w umownym limicie -80 kg: (kickboxing/K-1 w małych rękawicach do MMA, Ćwierćfinały turnieju)  Amadeusz „Ferrari” Roślik –  Krystian „Krycha” Wilczak

Zwycięstwo Ferrariego przez dyskwalifikacje (intencjonalne kopnięcia w krocze) w 36 sekundzie 1. rundy.
- Walka w kategorii półciężkiej (do 93 kg / 205 lb):  Norman „Stormin" Parke –  Michał „Wampir” Pasternak

Zwycięstwo Stormina przez jednogłośną decyzję sędziów po 3 rundach.
- Walka w kategorii półśredniej (do 77,1 kg / 170 lb): (Boks w małych rękawicach do MMA)  Tomasz Olejnik –  Wiktor „Wronek” Wronka

Zwycięstwo Wronka przez TKO (trzy nokdauny) w 1. rundzie
Nagrody bonusowe:
- Walka wieczoru →  Tomasz Olejnik (10 tys. zł) –  Wiktor „Wronek” Wronka (50 tys. zł)

#### Drabinka turnieju K-1 o 1 500 000 zł oraz sygnet Fame
|  |              |                                 |              |                                 |        |                           |                                 |           |  |  |       |       |       |
|  | Ćwierćfinały | Ćwierćfinały                    | Ćwierćfinały |                                 |        | Półfinały                 | Półfinały                       | Półfinały |  |  | Finał | Finał | Finał |
|  | Ćwierćfinały | Ćwierćfinały                    | Ćwierćfinały |                                 |        | Półfinały                 | Półfinały                       | Półfinały |  |  | Finał | Finał | Finał |
|  |              |                                 |              |                                 |        |                           |                                 |           |  |  |       |       |       |
|  |              |                                 |              |                                 |        |                           |                                 |           |  |  |       |       |       |
|  | Polska       | Amadeusz „Ferrari" Roślik       | DQ           |                                 |        |                           |                                 |           |  |  |       |       |       |
|  | Polska       | Amadeusz „Ferrari" Roślik       | DQ           |                                 |        |                           |                                 |           |  |  |       |       |       |
|  | Polska       | Krystian „Krycha" Wilczak       |              |                                 |        |                           |                                 |           |  |  |       |       |       |
|  | Polska       | Krystian „Krycha" Wilczak       |              |                                 | Polska | Amadeusz „Ferrari" Roślik |                                 |           |  |  |       |       |       |
|  |              |                                 |              |                                 | Polska | Amadeusz „Ferrari" Roślik |                                 |           |  |  |       |       |       |
|  |              |                                 | Polska       | Maksymilian „Wiewiór" Wiewiórka | UDEC   |                           |                                 |           |  |  |       |       |       |
|  | Polska       | Arkadiusz Tańcula               | Polska       | Maksymilian „Wiewiór" Wiewiórka | UDEC   |                           |                                 |           |  |  |       |       |       |
|  | Polska       | Arkadiusz Tańcula               |              |                                 |        |                           |                                 |           |  |  |       |       |       |
|  | Polska       | Maksymilian „Wiewiór" Wiewiórka | UDEC         |                                 |        |                           |                                 |           |  |  |       |       |       |
|  | Polska       | Maksymilian „Wiewiór" Wiewiórka | UDEC         |                                 |        | Polska                    | Maksymilian „Wiewiór" Wiewiórka | SDEC      |  |  |       |       |       |
|  |              |                                 |              |                                 |        |                           |                                 |           |  |  |       |       |       |
|  |              |                                 | Polska       | Jose „Josef Bratan" Simao       |        |                           |                                 |           |  |  |       |       |       |
|  | Polska       | Filip „Filipek" Marcinek        | Polska       | Jose „Josef Bratan" Simao       |        |                           |                                 |           |  |  |       |       |       |
|  | Polska       | Filip „Filipek" Marcinek        |              |                                 |        |                           |                                 |           |  |  |       |       |       |
|  | Polska       | Dawid Malczyński                | UDEC         |                                 |        |                           |                                 |           |  |  |       |       |       |
|  | Polska       | Dawid Malczyński                | UDEC         |                                 |        | Polska                    | Dawid Malczyński                |           |  |  |       |       |       |
|  |              |                                 |              |                                 |        | Polska                    | Dawid Malczyński                |           |  |  |       |       |       |
|  |              |                                 | Polska       | Jose „Josef Bratan" Simao       | UDEC   |                           |                                 |           |  |  |       |       |       |
|  | Polska       | Jose „Josef Bratan" Simao       | Polska       | Jose „Josef Bratan" Simao       | UDEC   | TKO                       |                                 |           |  |  |       |       |       |
|  | Polska       | Jose „Josef Bratan" Simao       |              |                                 |        |                           |                                 |           |  |  |       |       |       |
|  | Polska       | Adrian „Polak" Polański         |              |                                 |        |                           |                                 |           |  |  |       |       |       |
|  | Polska       | Adrian „Polak" Polański         |              |                                 |        |                           |                                 |           |  |  |       |       |       |

Legenda: UDEC – jednogłośna decyzja sędziów, SDEC – niejednogłośna decyzja sędziów, TKO – techniczny nokaut, KO – nokaut, SUB – poddanie, DQ – dyskwalifikacja

### Fame 21: Pretendent
- Walka w kategorii open: (Main Event, Boks)  Patryk „Bandura” Bandurski –  Tomasz „Góral” Adamek

Zwycięstwo Górala przez jednogłośną decyzję sędziów po 3 rundach
- Walka w kategorii półśredniej (do 77,1 kg / 170 lb): (Extra Fight, Boks)  Amadeusz „Ferrari” Roślik –  Mariusz „Hejter” Słoński

Zwycięstwo Ferrariego przez TKO (niezdolność do kontynuowania walki) w 1. rundzie
- Walka w kategorii open: (Co-Main Event, Boks)  Michał „Wampir” Pasternak –  Alan Kwieciński

Zwycięstwo Wampira przez jednogłośną decyzję sędziów po 3 rundach
- Walka w umownym limicie -80 kg: (Kick-boxing/K-1 w małych rękawicach MMA)  Rafał „Takefun” Górniak –  Robert „Sutonator” Pasut

Zwycięstwo Sutonatora przez KO (lewy podbródkowy i prawy sierpowy) w 1. rundzie
- Walka w kategorii open:  Adrian Cios –  Tomasz „Strachu” Oświeciński

Zwycięstwo Stracha przez TKO (ciosy pięściami w parterze) w 1. rundzie
- Walka w kategorii open:  Grzegorz „Greg” Gancewski  –  Piotr „Szeli” Szeliga

Zwycięstwo Grega przez poddanie (duszenie zza pleców) w 2. rundzie
- Walka w kategorii lekkiej (do 70,3 kg / 155 lb): (Kick-boxing/K-1 w małych rękawicach MMA)  Jakub „Azdus” Matowicki –  Miłosz „Dejvid” Boras

Zwycięstwo Azdusa przez jednogłośną decyzję sędziów po 3 rundach
- Walka w kategorii ciężkiej (do 120,2 kg / 265 lb): (Boks w rękawicach MMA)  Dominik „Kaleson” Cybulski –  Jakub „Guzik” Szymański

Zwycięstwo Kalesona przez TKO (ciosy pięściami) w 1. rundzie
- Walka w kategorii półśredniej (do 77,1 kg / 170 lb):  (Kick-boxing/K-1 w małych rękawicach MMA)   Dominik „Mrozzo” Mrozowski –  Rafał „Młody Ninja” Sobonkiewicz

Zwycięstwo Młodego Ninjy przez jednogłośną decyzję sędziów po 3 rundach
- Walka kobiet w umownym limicie -68 kg: (Specjalne zasady:1 Runda Boks, 2 Runda Kick-boxing/K-1, 3 Runda MMA)   Klaudia Syguła –  Ewa Piątkowska

Zwycięstwo Syguły przez TKO (poddanie przez narożnik) po 2. rundzie
Nagrody bonusowe:
- Walka wieczoru →  Patryk „Bandura” Bandurski (10 tys. zł) –  Tomasz „Góral” Adamek (50 tys. zł)

### Fame 22: Ultimate
- Walka o 1 100 000 zł oraz zegarek z logiem FAME w kategorii półciężkiej: (Bez limitu czasowego, W klatce rzymskiej 3m x 3m, dozwolone łokcie, Finał turnieju)  Piotr „Tybori” Tyburski –  Kamil „Taazy” Mataczyński

Zwycięstwo Taazy'ego przez TKO po 13 minutach i 40 sekundach w 1 rundzie
- Walka w umownym limicie -99 kg: (Main Event, Boks)  Kasjusz „Don Kasjo” Życiński –  Tomasz „Góral” Adamek

Zwycięstwo Górala przez jednogłośną decyzję sędziów po 4 rundach
- Walka w umownym limicie -80 kg: (Co-Main Event, Boks w małych rękawicach MMA)  Krzysztof „Bestia z Tokio” Gonciarz –  Tomasz „Gimper" Działowy

Zwycięstwo Gimpera przez KO (prawy sierpowy) w 3 rundzie
- Walka w kategorii półciężkiej: (W klatce rzymskiej 3m x 3m, dozwolone łokcie, Półfinał turnieju)  Kamil „Taazy” Mataczyński –  Maksymilian „Wiewiór” Wiewiórka

Zwycięstwo Taazy'ego przez niejednogłośną decyzję sędziów po 1 rundzie
- Walka w kategorii półciężkiej: (W klatce rzymskiej 3m x 3m, dozwolone łokcie, Półfinał turnieju)  Arkadiusz Tańcula –  Piotr „Tybori” Tyburski

Zwycięstwo Tyboriego przez TKO w 1 rundzie
- Walka w kategorii półśredniej: (Walka w butach bokserskich, dozwolone łokcie)  Amadeusz „Ferrari" Roślik –  Kamil „Szczurek" Łaszczyk

Zwycięstwo Ferrariego przez jednogłośną decyzję sędziów po 3 rundach
- Walka kobiet w umownym limicie -60 kg: (Kick-boxing/K-1 w małych rękawicach MMA)  Marta „Linkimaster" Linkiewicz –  Karolina Owczarz

Zwycięstwo Linkimaster przez niejednogłośną decyzję sędziów po 3 rundach
- Walka w kategorii półciężkiej: (Boks w małych rękawicach MMA)  Maciej „Kieras” Bandurski –  Dawid „Crazy” Załęcki

Zwycięstwo Crazy'ego przez KO (prawy sierpowy) w 1 rundzie
- Walka w kategorii półciężkiej: (W klatce rzymskiej 3m x 3m, dozwolone łokcie, Ćwierćfinał turnieju)  Damian „The Karpi” Kasprzak –  Maksymilian „Wiewiór” Wiewiórka

Zwycięstwo Wiewióra przez jednogłośną decyzję sędziów po 1 rundzie
- Walka w kategorii półciężkiej: (W klatce rzymskiej 3m x 3m, dozwolone łokcie, Ćwierćfinał turnieju)  Grzegorz „Greg” Gancewski –  Kamil „Taazy” Mataczyński

Zwycięstwo Taazy'ego przez jednogłośną decyzję sędziów po 1 rundzie
- Walka w kategorii półciężkiej: (W klatce rzymskiej 3m x 3m, dozwolone łokcie, Ćwierćfinał turnieju)  Piotr „Tybori” Tyburski –  Tomasz „Zadyma” Gromadzki

Zwycięstwo Tyboriego przez jednogłośną decyzję sędziów po 1 rundzie
- Walka w kategorii półciężkiej: (W klatce rzymskiej 3m x 3m, dozwolone łokcie, Ćwierćfinał turnieju)  Alan Kwieciński –  Arkadiusz Tańcula

Zwycięstwo Tańculi przez jednogłośną decyzję sędziów po 1 rundzie
- Walka w kategorii open: (Specjalne zasady: Małe rękawice, 1 runda Boks, 2 runda Kick-boxing/K-1, 3 runda MMA)  Paweł „Big Women” Tyburski –  Norman „Stormin” Parke

Zwycięstwo Stormina przez jednogłośną decyzję sędziów po 3 rundach
- Walka w umownym limicie -72 kg: (Boks w małych rękawicach MMA)  Filip Bątkowski –  Marcin „Polish Zombie" Wrzosek

Zwycięstwo Polish Zombie przez jednogłośną decyzję sędziów

#### Drabinka turnieju w klatce rzymskiej o 1 100 000 zł
|  |              |                                 |              |                                 |      |           |                           |           |  |  |       |       |       |
|  | Ćwierćfinały | Ćwierćfinały                    | Ćwierćfinały |                                 |      | Półfinały | Półfinały                 | Półfinały |  |  | Finał | Finał | Finał |
|  | Ćwierćfinały | Ćwierćfinały                    | Ćwierćfinały |                                 |      | Półfinały | Półfinały                 | Półfinały |  |  | Finał | Finał | Finał |
|  |              |                                 |              |                                 |      |           |                           |           |  |  |       |       |       |
|  |              |                                 |              |                                 |      |           |                           |           |  |  |       |       |       |
|  | Polska       | Alan Kwieciński                 |              |                                 |      |           |                           |           |  |  |       |       |       |
|  | Polska       | Alan Kwieciński                 |              |                                 |      |           |                           |           |  |  |       |       |       |
|  | Polska       | Arkadiusz Tańcula               | UDEC1        |                                 |      |           |                           |           |  |  |       |       |       |
|  | Polska       | Arkadiusz Tańcula               | UDEC1        |                                 |      | Polska    | Arkadiusz Tańcula         |           |  |  |       |       |       |
|  |              |                                 |              |                                 |      | Polska    | Arkadiusz Tańcula         |           |  |  |       |       |       |
|  |              |                                 | Polska       | Piotr „Tybori” Tyburski         | TKO1 |           |                           |           |  |  |       |       |       |
|  | Polska       | Piotr „Tybori” Tyburski         | Polska       | Piotr „Tybori” Tyburski         | TKO1 |           |                           |           |  |  |       |       |       |
|  | Polska       | Piotr „Tybori” Tyburski         |              |                                 |      |           |                           |           |  |  |       |       |       |
|  | Polska       | Tomasz „Zadyma” Gromadzki       | UDEC1        |                                 |      |           |                           |           |  |  |       |       |       |
|  | Polska       | Tomasz „Zadyma” Gromadzki       | UDEC1        |                                 |      | Polska    | Piotr „Tybori” Tyburski   |           |  |  |       |       |       |
|  |              |                                 |              |                                 |      |           |                           |           |  |  |       |       |       |
|  |              |                                 | Polska       | Kamil „Taazy” Mataczyński       | TKO1 |           |                           |           |  |  |       |       |       |
|  | Polska       | Grzegorz „Greg” Gancewski       | Polska       | Kamil „Taazy” Mataczyński       | TKO1 |           |                           |           |  |  |       |       |       |
|  | Polska       | Grzegorz „Greg” Gancewski       |              |                                 |      |           |                           |           |  |  |       |       |       |
|  | Polska       | Kamil „Taazy” Mataczyński       | UDEC1        |                                 |      |           |                           |           |  |  |       |       |       |
|  | Polska       | Kamil „Taazy” Mataczyński       | UDEC1        |                                 |      | Polska    | Kamil „Taazy” Mataczyński | UDEC1     |  |  |       |       |       |
|  |              |                                 |              |                                 |      | Polska    | Kamil „Taazy” Mataczyński | UDEC1     |  |  |       |       |       |
|  |              |                                 | Polska       | Maksymilian „Wiewiór” Wiewiórka |      |           |                           |           |  |  |       |       |       |
|  | Polska       | Damian „The Karpi” Kasprzak     | Polska       | Maksymilian „Wiewiór” Wiewiórka |      |           |                           |           |  |  |       |       |       |
|  | Polska       | Damian „The Karpi” Kasprzak     |              |                                 |      |           |                           |           |  |  |       |       |       |
|  | Polska       | Maksymilian „Wiewiór” Wiewiórka | UDEC1        |                                 |      |           |                           |           |  |  |       |       |       |
|  | Polska       | Maksymilian „Wiewiór” Wiewiórka | UDEC1        |                                 |      |           |                           |           |  |  |       |       |       |

Legenda: UDEC – jednogłośna decyzja sędziów, SDEC – niejednogłośna decyzja sędziów, TKO – techniczny nokaut, KO – nokaut, SUB – poddanie, DQ – dyskwalifikacja

### Fame 23: Ferrari & Stary Ferrariego vs. Kwieciński
- Walka w kategorii open: (Main Event, 2 vs. 1)  Amadeusz „Ferrari” Roślik  Dariusz „Stary Ferrariego” Roślik –  Alan Kwieciński

Zwycięstwo Ferrariego i Starego Ferrariego przez poddanie (duszenie zza pleców) w 1 rundzie
- Walka o pas „Króla Freak Fights” w kategorii półciężkiej: (Co-Main Event, Boks w małych rękawicach MMA)  Kamil „Taazy” Mataczyński (c) –  Adam „AJ” Modzelewski

Zwycięstwo Taazy'ego przez jednogłośną decyzję sędziów po 3 rundach
- Walka kobiet w umownym limicie -63 kg: (Kick-boxing/K-1 w małych rękawicach MMA)  Lexy Chaplin –  Elizabeth „Lizi” Anorue

Zwycięstwo Chaplin przez jednogłośną decyzję sędziów po 3 rundach
- Walka w kategorii open: (2 vs. 1):  Natan „Kraken” Marcoń  Adrian „The Joker” Cios –  Gracjan „Gracek” Szadziński

Zwycięstwo Krakena i The Jokera przez TKO (ciosy pięściami w parterze) w 1 rundzie
- Walka w kategorii lekkiej: (Boks w małych rękawicach MMA)  Wiktor „Wronek” Wronka –  Marcel „Gawronek” Gawroński

Zwycięstwo Wronka przez jednogłośną decyzję sędziów po 3 rundach
- Walka w limicie umownym -88kg :(Boks w małych rękawicach MMA, W klatce rzymskiej)  Makhmud Muradov –   Norman „Stormin” Parke

Zwycięstwo Muradova przez jednogłośną decyzję sędziów po 3 rundach
- Walka w kategorii średniej:  Roger Salla –  Jakub Rzeźniczak

Zwycięstwo Salli przez TKO (ciosy pięściami) w 1 rundzie
- Walka w kategorii średniej:  Michał „Zbuku” Buczek –  Kornel „Koro” Regel

Zwycięstwo Kora przez TKO (ciosy pięściami w parterze) w 2 rundzie
- Walka w kategorii średniej:  Przemysław „Sequento” Skulski –  Jarosław „Koziołek” Kozieł

Zwycięstwo Koziołka przez jednogłośną decyzję sędziów po 3 rundach

### Fame 24: Underground
- Walka w kategorii open: (Main Event, Finał turnieju, Specjalne zasady: MMA z ograniczonym parterem przez 15 sekund)  Alberto Simao  –   Gracjan „Gracek” Szadziński

Zwycięstwo Simao przez KO (kopnięcia na korpus) w 1 rundzie
- Walka w kategorii półśredniej (do 77,1 kg / 170 lb): (Co-Main Event, Boks w małych rękawicach do MMA)   Amadeusz „Ferrari” Roślik –  Jose „Josef Bratan” Simao

Zwycięstwo Josefa Bratana przez dykswalifikację (sprowadzenie do parteru w formule bokserskiej) w 1 rundzie
- Walka w kategorii open:  Michał „Wampir” Pasternak –  Denis Labryga

Zwycięstwo Wampira przez dykswalifikację (nielegalne kolano) w 1 rundzie
- Walka w kategorii open: (Półfinał turnieju, Specjalne zasady: MMA z ograniczonym parterem przez 15 sekund, Hallmann wystąpił w półfinale ze względu na kontuzje Denisa Załęckiego po walce ćwierćfinałowej)  Gracjan „Gracek” Szadziński –   Piotr „Niebieski Samuraj” Hallmann

Zwycięstwo Gracka przez jednogłośną decyzję sędziów po 1 rundzie
- Walka w kategorii open: (Półfinał turnieju, Specjalne zasady: MMA z ograniczonym parterem przez 15 sekund, Wierzejski wystąpił w półfinale ze względu na kontuzje Marcina Wrzoska po walce ćwierćfinałowej)  Oskar Wierzejski –  Alberto Simao

Zwycięstwo Simao przez KO (wysokie kopnięcie w głowę) w 1 rundzie
- Walka w kategorii open: (Super Fight, Boks w małych rękawicach MMA)  Artur „Orzeł Biały” Binkowski –  Tomasz „Tomek z FightSportu” Majewski

Zwycięstwo Orła Białego przez jednogłośną decyzję sędziów po 3 rundach
- Walka w kategorii open: (Ćwierćfinał turnieju, Specjalne zasady: MMA z ograniczonym parterem przez 15 sekund)  Denis „Bad Boy” Załęcki –  Piotr „Niebieski Samuraj” Hallmann

Zwycięstwo Bad Boya przez niejednogłośną decyzję sędziów po 1 rundzie
- Walka w kategorii open: (Ćwierćfinał turnieju, Specjalne zasady: MMA z ograniczonym parterem przez 15 sekund)  Alan Kwieciński –  Gracjan „Gracek” Szadziński

Zwycięstwo Gracka przez TKO (ciosy pięściami w parterze) w 1 rundzie
- Walka w kategorii open: (Ćwierćfinał turnieju, Specjalne zasady: MMA z ograniczonym parterem przez 15 sekund)  Alberto Simao –  Krzysztof „Malicha” Maliszewski

Zwycięstwo Simao przez KO (kopnięcie frontalne na wątrobę) w 1 rundzie
- Walka w kategorii open: (Ćwierćfinał turnieju, Specjalne zasady: MMA z ograniczonym parterem przez 15 sekund)   Marcin „Polish Zombie” Wrzosek –  Paweł „Tybori” Tyburski

Zwycięstwo Polish Zombie przez jednogłośną decyzję sędziów po 1 rundzie
- Walka w kategorii open: (Walka rezerwowa turnieju, Specjalne zasady: MMA z ograniczonym parterem przez 15 sekund)  Bartosz Szachta –  Oskar Wierzejski

Zwycięstwo Wierzejskiego przez TKO (lewy sierpowy i ciosy pięściami) w 1 rundzie
|  |              |                                    |              |                                        |        |                             |           |           |  |  |       |       |       |
|  | Ćwierćfinały | Ćwierćfinały                       | Ćwierćfinały |                                        |        | Półfinały                   | Półfinały | Półfinały |  |  | Finał | Finał | Finał |
|  | Ćwierćfinały | Ćwierćfinały                       | Ćwierćfinały |                                        |        | Półfinały                   | Półfinały | Półfinały |  |  | Finał | Finał | Finał |
|  |              |                                    |              |                                        |        |                             |           |           |  |  |       |       |       |
|  |              |                                    |              |                                        |        |                             |           |           |  |  |       |       |       |
|  | Polska       | Marcin "The Polish Zombie" Wrzosek | UDEC         |                                        |        |                             |           |           |  |  |       |       |       |
|  | Polska       | Marcin "The Polish Zombie" Wrzosek | UDEC         |                                        |        |                             |           |           |  |  |       |       |       |
|  | Polska       | Paweł "Tybori" Tyburski            |              |                                        |        |                             |           |           |  |  |       |       |       |
|  | Polska       | Paweł "Tybori" Tyburski            |              |                                        | Polska | Oskar Wierzejski[31]        |           |           |  |  |       |       |       |
|  |              |                                    |              |                                        | Polska | Oskar Wierzejski[31]        |           |           |  |  |       |       |       |
|  |              |                                    | Polska       | Alberto Simao                          | KO     |                             |           |           |  |  |       |       |       |
|  | Polska       | Alberto Simao                      | Polska       | Alberto Simao                          | KO     | KO                          |           |           |  |  |       |       |       |
|  | Polska       | Alberto Simao                      |              |                                        |        |                             |           |           |  |  |       |       |       |
|  | Polska       | Krzysztof "Malicha" Maliszewski    |              |                                        |        |                             |           |           |  |  |       |       |       |
|  | Polska       | Krzysztof "Malicha" Maliszewski    |              |                                        | Polska | Alberto Simao               | KO        |           |  |  |       |       |       |
|  |              |                                    |              |                                        |        |                             |           |           |  |  |       |       |       |
|  |              |                                    | Polska       | Gracjan "Gracek" Szadziński            |        |                             |           |           |  |  |       |       |       |
|  | Polska       | Gracjan "Gracek" Szadziński        | Polska       | Gracjan "Gracek" Szadziński            | TKO    |                             |           |           |  |  |       |       |       |
|  | Polska       | Gracjan "Gracek" Szadziński        |              |                                        | TKO    |                             |           |           |  |  |       |       |       |
|  | Polska       | Alan Kwieciński                    |              |                                        |        |                             |           |           |  |  |       |       |       |
|  | Polska       | Alan Kwieciński                    |              |                                        | Polska | Gracjan "Gracek" Szadziński | UDEC      |           |  |  |       |       |       |
|  |              |                                    |              |                                        | Polska | Gracjan "Gracek" Szadziński | UDEC      |           |  |  |       |       |       |
|  |              |                                    | Polska       | Piotr "Niebieski Samuraj" Hallmann[32] |        |                             |           |           |  |  |       |       |       |
|  | Polska       | Denis "Bad Boy" Załęcki            | Polska       | Piotr "Niebieski Samuraj" Hallmann[32] | SDEC   |                             |           |           |  |  |       |       |       |
|  | Polska       | Denis "Bad Boy" Załęcki            |              |                                        | SDEC   |                             |           |           |  |  |       |       |       |
|  | Polska       | Piotr "Niebieski Samuraj" Hallmann |              |                                        |        |                             |           |           |  |  |       |       |       |
|  | Polska       | Piotr "Niebieski Samuraj" Hallmann |              |                                        |        |                             |           |           |  |  |       |       |       |

### Fame 25: Revolution
- Walka o pas mistrzowski „Fame Tournament Goat” w kategorii open: (Main Event)  Kamil „Taazy” Mataczyński –  Alberto „Afrykańska Maczeta” Simao

Zwycięstwo Tazzy'ego przez dyskwalifikację (atak narożnika Afrykańskiej Maczety w czasie trwania walki) w 2 rundzie
- Walka w umownym limicie -81kg:  Łukasz „Tuszol” Tuszyński  –  Wojciech Gola

Zwycięstwo Tuszola przez TKO (ciosy pięściami w parterze) w 3 rundzie
- Walka w kategorii open: (Boks w małych rękawicach MMA, Bez limitu czasowego)  Denis „Bad Boy” Załęcki –  Filip Bątkowski

Zwycięstwo Bątkowskiego przez dyskwalifikację (niedozwolone ciosy w tył głowy) po 15 minutach i 30 sekundach
- Walka w kategorii ciężkiej:  Denis Labryga –  Jay „Da Spyda Killa" Silva

Zwycięstwo Labrygi przez jednogłośną decyzję sędziowską po 3 rundach
- Walka kobiet w kategorii open:  Magdalena „Angel" Loskot –  Sandra „Bad Girl" Staniszewska

Zwycięstwo Loskot przez jednogłośną decyzję sędziowską po 3 rundach
- Walka o pas mistrzowski federacji WKU w kategorii open: (Kick-boxing/ K-1 w małych rękawicach MMA, 2 vs. 1)  Marcin „Cesarz” Najman –  Jamil Neffati  Jamel Neffati

Zwycięstwo Jamila i Jamela Neffati przez TKO (trzy nokdauny) w 2 rundzie
- Walka w kategorii open: (Kick-boxing/K-1 w małych rękawicach MMA)   Alan Kwieciński –  Bartosz Szachta

Zwycięstwo Szachty przez TKO (trzy nokdauny) w 1 rundzie
- Walka w kategorii open: (2 vs. 1)   Marcin „Thanos” Sianos –  Przemysław „Sequento” Skulski  Jarosław „Koziołek” Kozieł

Zwycięstwo Thanosa przez dyskwalifikację (ciosy w tył głowy) z Sequento i TKO (ciosy pięściami) z Koziołkiem w 1 rundzie
- Walka w kategorii open: (Boks w małych rękawicach MMA)  Filip „Filipek” Marcinek –  Piotr „Lizak" Lizakowski

Zwycięstwo Lizaka przez jednogłośną decyzję sędziowską po 3 rundach
- Walka w kategorii open:  Grzegorz „Greg” Gancewski –  Krzysztof Ryta

Zwycięstwo Ryty przez jednogłośną decyzję sędziowską po 3 rundach

### Fame 26: Gold
- Walka o 25 sztabek złota o wartości 1 miliona złotych w kategorii ciężkiej: (Main Event, Finał turnieju Golden Tournament w wadze ciężkiej, Bez limitu czasowego, bez limitu nokdaunów, Kick-boxing/K-1 w małych rękawicach MMA, Zwycięzca otrzymuje 25 sztabek złota o wartości 1 miliona złotych)  Denis Labryga –   Mateusz „Don Diego” Kubiszyn

Zwycięstwo Labrygi przez techniczną decyzję sędziów (Labryga nieintencjonalnie sfaulował Don Diego kopnięciem w krocze po którym nie był w stanie kontynuować walki, w związku z tym sędziowie zliczyli punkty do momentu faulu, co skutkowało zwycięstwem Labrygi punktacją 9-6) po 10 minutach i 3 sekundach
- Walka w kategorii open: (Co-Main Event, Specjalne zasady: SuperFight, Walka trzech na raz, każdy na każdego 1vs.1vs.1, Co rundę zmiana formuły pomiędzy MMA, K-1 oraz Boksem, 1 runda MMA, 2 runda K-1, 3 runda Boks w małych rękawicach MMA)   Michał „Boxdel” Baron –   Marcin „Cesarz” Najman –  Tomasz „Apostoł” Dorożała

Zwycięstwo Cesarza przez KO (cios na korpus i ciosy pięściami w parterze) z Apostołem i TKO (rezygnacja - kontuzja barku) z Boxdelem w 1 rundzie
- Walka w kategorii open: (SuperFight, Kick-boxing/K-1 w małych rękawicach MMA )   Jose „Josef Bratan” Simao –  Bartosz Szachta

Zwycięstwo Szachty przez niejednogłośną decyzję sędziów po 3 rundach
- Walka w kategorii ciężkiej: (Półfinał turnieju Golden Tournament w wadze ciężkiej, Kick-boxing/K-1 w małych rękawicach MMA)  Denis Labryga –  Alberto „Afrykańska Maczeta” Simao

Zwycięstwo Labrygi przez TKO (kontuzja nogi Alberto) w 2 rundzie
- Walka w kategorii ciężkiej: (Półfinał turnieju Golden Tournament w wadze ciężkiej, Kick-boxing/K-1 w małych rękawicach MMA)  Tomasz Sarara –   Mateusz „Don Diego” Kubiszyn

Zwycięstwo Don Diego przez jednogłośną decyzję sędziów po 2 rundach
- Walka w kategorii open: (SuperFight, Boks w małych rękawicach MMA, Specjalne zasady: Hot Chocolate może walczyć używając tylko lewej ręki, natomiast prawą ma przywiązana do ciała) Bartłomiej „Ufoludek” Dokrzewski –  Aliba „Hot Chocolate” Lando

Zwycięstwo Hot Chocolate przez KO (lewy podbródkowy) w 1 rundzie
- Walka w kategorii ciężkiej: (Walka rezerwowa turnieju Golden Tournament w wadze ciężkiej, Kick-boxing/K-1 w małych rękawicach MMA)  Dawid „Crazy” Załęcki –   Michał „Wampir” Pasternak

Zwycięstwo Wampira przez jednogłośną decyzję sędziów po 3 rundach
- Walka w kategorii ciężkiej: (Ćwierćfinał turnieju Golden Tournament w wadze ciężkiej, Kick-boxing/K-1 w małych rękawicach MMA)  Alberto „Afrykańska Maczeta” Simao –   Norman „Stormin” Parke

Zwycięstwo Afrykańskiej Maczety przez TKO (przerwanie lekarskie - przez kontuzje oka Stormin nie został dopuszczony do rundy dogrywkowej) po 2 rundzie
- Walka w kategorii ciężkiej: (Ćwierćfinał turnieju Golden Tournament w wadze ciężkiej, Kick-boxing/K-1 w małych rękawicach MMA)  Denis Labryga –  Tomasz Sarara

Zwycięstwo Labrygi przez niejednogłośną decyzję sędziów
- Walka w kategorii ciężkiej: (Ćwierćfinał turnieju Golden Tournament w wadze ciężkiej, Kick-boxing/K-1 w małych rękawicach MMA)  Kamil „King Kong” Minda –   Mateusz „Don Diego” Kubiszyn

Zwycięstwo Don Diego przez jednogłośną decyzję sędziowską (5x 20-17) po 2. rundach
- Walka w kategorii ciężkiej: (Ćwierćfinał turnieju Golden Tournament w wadze ciężkiej, Kick-boxing/K-1 w małych rękawicach MMA)  Marcin „Thanos” Sianos –  Patryk „Gleba” Tołkaczewski

Zwycięstwo Gleby przez dyskwalifikację (nielegalny cios w parterze) w 2 rundzie
|  |              |                              |              |                              |        |               |           |           |  |  |       |       |       |
|  | Ćwierćfinały | Ćwierćfinały                 | Ćwierćfinały |                              |        | Półfinały     | Półfinały | Półfinały |  |  | Finał | Finał | Finał |
|  | Ćwierćfinały | Ćwierćfinały                 | Ćwierćfinały |                              |        | Półfinały     | Półfinały | Półfinały |  |  | Finał | Finał | Finał |
|  |              |                              |              |                              |        |               |           |           |  |  |       |       |       |
|  |              |                              |              |                              |        |               |           |           |  |  |       |       |       |
|  | Polska       | Patryk "Gleba" Tołkaczewski  | DQ           |                              |        |               |           |           |  |  |       |       |       |
|  | Polska       | Patryk "Gleba" Tołkaczewski  | DQ           |                              |        |               |           |           |  |  |       |       |       |
|  | Polska       | Marcin "Thanos" Sianos       |              |                              |        |               |           |           |  |  |       |       |       |
|  | Polska       | Marcin "Thanos" Sianos       |              |                              | Polska | Tomasz Sarara |           |           |  |  |       |       |       |
|  |              |                              |              |                              | Polska | Tomasz Sarara |           |           |  |  |       |       |       |
|  |              |                              | Polska       | Mateusz "Don Diego" Kubiszyn | UDEC   |               |           |           |  |  |       |       |       |
|  | Polska       | Mateusz "Don Diego" Kubiszyn | Polska       | Mateusz "Don Diego" Kubiszyn | UDEC   | UDEC          |           |           |  |  |       |       |       |
|  | Polska       | Mateusz "Don Diego" Kubiszyn |              |                              |        |               |           |           |  |  |       |       |       |
|  | Polska       | Kamil "King Kong" Minda      |              |                              |        |               |           |           |  |  |       |       |       |
|  | Polska       | Kamil "King Kong" Minda      |              |                              | Polska | Denis Labryga | TDEC      |           |  |  |       |       |       |
|  |              |                              |              |                              |        |               |           |           |  |  |       |       |       |
|  |              |                              | Polska       | Mateusz "Don Diego" Kubiszyn |        |               |           |           |  |  |       |       |       |
|  | Polska       | Alberto Simao                | Polska       | Mateusz "Don Diego" Kubiszyn | TKO    |               |           |           |  |  |       |       |       |
|  | Polska       | Alberto Simao                |              |                              | TKO    |               |           |           |  |  |       |       |       |
|  | Polska       | Norman "Stormin" Parke       |              |                              |        |               |           |           |  |  |       |       |       |
|  | Polska       | Norman "Stormin" Parke       |              |                              | Polska | Alberto Simao |           |           |  |  |       |       |       |
|  |              |                              |              |                              | Polska | Alberto Simao |           |           |  |  |       |       |       |
|  |              |                              | Polska       | Denis Labryga                | TKO    |               |           |           |  |  |       |       |       |
|  | Polska       | Denis Labryga                | Polska       | Denis Labryga                | TKO    | SDEC          |           |           |  |  |       |       |       |
|  | Polska       | Denis Labryga                |              |                              |        |               |           |           |  |  |       |       |       |
|  | Polska       | Tomasz Sarara                |              |                              |        |               |           |           |  |  |       |       |       |
|  | Polska       | Tomasz Sarara                |              |                              |        |               |           |           |  |  |       |       |       |

### Fame 27: Kingdom
- Walka o pas mistrzowski WBC „The Fight for Peace" w kategorii open: (Main Event, Boks)  Roberto „Robocop” Soldić –  Tomasz „Góral” Adamek[37]
- Walka kobiet w kategorii/umownym limicie: (Kick-boxing/K-1 w małych rękawicach do MMA)   Lexy Chaplin –  Klaudia „Sheeya” Kołodziejczyk
- Walka w kategorii/umownym limicie: (Boks w małych rękawicach MMA)  Michał „Cipao” Materla –  Dawid „Crazy” Załęcki
- Walka w kategorii/umownym limicie:  Łukasz „Tuszol” Tuszyński –  Marcin „Cesarz” Najman
- Walka w kategorii/umownym limicie: (Boks w małych rękawicach MMA)  Wiktor „Wronek” Wronka –  Hubert Dajczman
- Walka w kategorii open: (Kick-boxing/K-1 w małych rękawicach do MMA, Specjalne zasady: 1 runda trwająca 9 minut)  Bartosz Szachta –  Kamil „King Kong” Minda
- Walka w kategorii/umownym limicie: (Kick-boxing/K-1 w małych rękawicach do MMA)  Alan Kwieciński –  Michał „Matrix” Królik
- Walka w kategorii/umownym limicie:  Filip Bątkowski –  Oskar „Oskar Pam Pam” Wierzejski
- Walka w kategorii/umownym limicie:  Brajan „Bojan” Bojanko –  Bartosz „Hermes” Jarzyński

## Wyniki pozostałych gal Fame

### Fame UK 1: Gowland vs. McKenna
- Walka w kategorii open (bez limitu wagowego): (Main Event)  Sam Gowland –  Marty McKenna

Zwycięstwo Gowlanda przez poddanie w 2. rundzie
- Walka w kategorii open (bez limitu wagowego): (Co-Main Event)  Joel „JMX” Morris –  Wojciech Gola

Zwycięstwo JMXa przez TKO w 2. rundzie
- Walka w kategorii półśredniej (do 77,1 kg / 170 lb):  Dawid Malczyński –  Adrian „Polak” Polański

Zwycięstwo Polaka przez niejednogłośną decyzję sędziów po 3 rundach
- Walka kobiet w kategorii open (bez limitu wagowego):  Ashley „AshleyMariee” Marie –  Georgia Harrison

Zwycięstwo Harrison przez większościową decyzję sędziów po 3 rundach
- Walka w kategorii lekkiej (do 70,3 kg / 155 lb):  Alistair „Ally” Law –  Joseph „Hendo” Henderson

Zwycięstwo Hendo przez większościową decyzję sędziów po 3 rundach
- Walka w kategorii open (bez limitu wagowego):  Daniel „Dapper Laughs” O’Reilly –  Michael „MC Harvey” Harvey Jr.

Zwycięstwo MC Harveya przez TKO w 1. rundzie
- Walka w kategorii open (bez limitu wagowego):  Mike Fox –  Andrew Henderson

Zwycięstwo Hendersona przez TKO w 1. rundzie
- Walka w kategorii open (bez limitu wagowego):  Casey Barker –  Callum Markie

Zwycięstwo Barkera przez TKO w 2. rundzie

### Hype S01E01: Rafonix vs. Hejter
- Walka w kategorii półśredniej (do 77,1 kg / 170 lb): (Main Event, Super fight)  Marcin „Rafonix” Krasucki –  Mariusz „Hejter” Słoński

Zwycięstwo Hejtera przez KO w 1. rundzie
- Walka w umownym limicie -80 kg: (Co-Main Event)  Adam „Adix” Woźnicki –  Paweł „Pavlloo” Szwed

Zwycięstwo Pavlloo przez TKO w 3. rundzie
- Walka w kategorii średniej (do 83,9 kg / 185 lb):  Patryk „Taksi ZRT” Malinowski –  Władysław „Władek” Zijajew

Zwycięstwo Taksiego ZRT przez TKO w 1. rundzie
- Walka w kategorii lekkiej (do 70,3 kg / 155 lb):  Mateusz „Zakrzew” Zakrzewski –  Albert „Bercik” Ghambaryan

Zwycięstwo Zakrzewa przez TKO w 1. rundzie
- Walka w kategorii lekkiej (do 70,3 kg / 155 lb):  Jakub „Bary” Barczyk –  Damian „Kalbar” Kalbarczyk

Zwycięstwo Kalbara przez TKO w 1. rundzie
- Walka w kategorii średniej (do 83,9 kg / 185 lb):  Jakub „Kuba Trenuje” Droździel –  Krystian „Krissu” Bartocha

Zwycięstwo Kuby Trenuje przez techniczne poddanie w 1. rundzie
- Walka w umownym limicie -86 kg:  Norbert „One Norbi” Krasnodębski –  Oskar „Blecki” Lesiak

Zwycięstwo Bleckiego przez TKO w 1. rundzie

Nagrody bonusowe:
- Poddanie wieczoru →  Jakub „Kuba Trenuje” Droździel (7 tys. zł) (przyznany przez Boxdela)
- Nokaut wieczoru →  Damian „Kalbar” Kalbarczyk (7 tys. zł) (przyznany przez Nitro)
- Występ wieczoru →  Paweł „Pavlloo” Szwed (7 tys. zł) (przyznany przez Wojciecha Golę):

### Wyniki turnieju Road to Armia w kategorii lekkiej
|  |                              |                              |                              |                  |        |                        |                        |                        |  |  |                     |                     |                     |  |  |                 |                 |                 |
|  | 1/8 finału (Road To Armia 1) | 1/8 finału (Road To Armia 1) | 1/8 finału (Road To Armia 1) |                  |        | Ćwierćfinały (Fame 11) | Ćwierćfinały (Fame 11) | Ćwierćfinały (Fame 11) |  |  | Półfinały (Fame 11) | Półfinały (Fame 11) | Półfinały (Fame 11) |  |  | Finał (Fame 12) | Finał (Fame 12) | Finał (Fame 12) |
|  | 1/8 finału (Road To Armia 1) | 1/8 finału (Road To Armia 1) | 1/8 finału (Road To Armia 1) |                  |        | Ćwierćfinały (Fame 11) | Ćwierćfinały (Fame 11) | Ćwierćfinały (Fame 11) |  |  | Półfinały (Fame 11) | Półfinały (Fame 11) | Półfinały (Fame 11) |  |  | Finał (Fame 12) | Finał (Fame 12) | Finał (Fame 12) |
|  |                              |                              |                              |                  |        |                        |                        |                        |  |  |                     |                     |                     |  |  |                 |                 |                 |
|  |                              |                              |                              |                  |        |                        |                        |                        |  |  |                     |                     |                     |  |  |                 |                 |                 |
|  | Polska                       | Jakub Kaczmarski             | UDEC                         |                  |        |                        |                        |                        |  |  |                     |                     |                     |  |  |                 |                 |                 |
|  | Polska                       | Jakub Kaczmarski             | UDEC                         |                  |        |                        |                        |                        |  |  |                     |                     |                     |  |  |                 |                 |                 |
|  | Polska                       | Patryk Wieryszko             |                              |                  |        |                        |                        |                        |  |  |                     |                     |                     |  |  |                 |                 |                 |
|  | Polska                       | Patryk Wieryszko             |                              |                  | Polska | Jakub Kaczmarski       | TKO1                   |                        |  |  |                     |                     |                     |  |  |                 |                 |                 |
|  |                              |                              |                              |                  | Polska | Jakub Kaczmarski       | TKO1                   |                        |  |  |                     |                     |                     |  |  |                 |                 |                 |
|  |                              |                              | Polska                       | Paweł Grzeszczak |        |                        |                        |                        |  |  |                     |                     |                     |  |  |                 |                 |                 |
|  | Polska                       | Paweł Grzeszczak             | Polska                       | Paweł Grzeszczak | SUB1   |                        |                        |                        |  |  |                     |                     |                     |  |  |                 |                 |                 |
|  | Polska                       | Paweł Grzeszczak             |                              |                  | SUB1   |                        |                        |                        |  |  |                     |                     |                     |  |  |                 |                 |                 |
|  | Polska                       | Marcin Piwowar               |                              |                  |        |                        |                        |                        |  |  |                     |                     |                     |  |  |                 |                 |                 |
|  | Polska                       | Marcin Piwowar               |                              |                  | Polska | Jakub Kaczmarski       | SDEC                   |                        |  |  |                     |                     |                     |  |  |                 |                 |                 |
|  |                              |                              |                              |                  |        |                        |                        |                        |  |  |                     |                     |                     |  |  |                 |                 |                 |
|  |                              |                              | Polska                       | Roger Irlik      |        |                        |                        |                        |  |  |                     |                     |                     |  |  |                 |                 |                 |
|  | Polska                       | Paweł Pelc                   | Polska                       | Roger Irlik      | UDEC   |                        |                        |                        |  |  |                     |                     |                     |  |  |                 |                 |                 |
|  | Polska                       | Paweł Pelc                   |                              |                  | UDEC   |                        |                        |                        |  |  |                     |                     |                     |  |  |                 |                 |                 |
|  | Polska                       | Hubert Knap                  |                              |                  |        |                        |                        |                        |  |  |                     |                     |                     |  |  |                 |                 |                 |
|  | Polska                       | Hubert Knap                  |                              |                  | Polska | Paweł Pelc             |                        |                        |  |  |                     |                     |                     |  |  |                 |                 |                 |
|  |                              |                              |                              |                  | Polska | Paweł Pelc             |                        |                        |  |  |                     |                     |                     |  |  |                 |                 |                 |
|  |                              |                              | Polska                       | Roger Irlik      | UDEC   |                        |                        |                        |  |  |                     |                     |                     |  |  |                 |                 |                 |
|  | Polska                       | Roger Irlik                  | Polska                       | Roger Irlik      | UDEC   | UDEC                   |                        |                        |  |  |                     |                     |                     |  |  |                 |                 |                 |
|  | Polska                       | Roger Irlik                  |                              |                  |        |                        |                        |                        |  |  |                     |                     |                     |  |  |                 |                 |                 |
|  | Polska                       | Hubert Iracki                |                              |                  |        |                        |                        |                        |  |  |                     |                     |                     |  |  |                 |                 |                 |
|  | Polska                       | Hubert Iracki                |                              |                  | Polska | Jakub Kaczmarski       |                        |                        |  |  |                     |                     |                     |  |  |                 |                 |                 |
|  |                              |                              |                              |                  |        |                        |                        |                        |  |  |                     |                     |                     |  |  |                 |                 |                 |
|  |                              |                              | Polska                       | Adrian Wieliczko | UDEC   |                        |                        |                        |  |  |                     |                     |                     |  |  |                 |                 |                 |
|  | Polska                       | Gracjan Miś                  | Polska                       | Adrian Wieliczko | UDEC   | TKO1                   |                        |                        |  |  |                     |                     |                     |  |  |                 |                 |                 |
|  | Polska                       | Gracjan Miś                  |                              |                  |        |                        |                        |                        |  |  |                     |                     |                     |  |  |                 |                 |                 |
|  | Polska                       | Kacper Arent                 |                              |                  |        |                        |                        |                        |  |  |                     |                     |                     |  |  |                 |                 |                 |
|  | Polska                       | Kacper Arent                 |                              |                  | Polska | Gracjan Miś            |                        |                        |  |  |                     |                     |                     |  |  |                 |                 |                 |
|  |                              |                              |                              |                  | Polska | Gracjan Miś            |                        |                        |  |  |                     |                     |                     |  |  |                 |                 |                 |
|  |                              |                              | Polska                       | Jakub Pierwoła   | UDEC   |                        |                        |                        |  |  |                     |                     |                     |  |  |                 |                 |                 |
|  | Polska                       | Jakub Pierwoła               | Polska                       | Jakub Pierwoła   | UDEC   | UDEC                   |                        |                        |  |  |                     |                     |                     |  |  |                 |                 |                 |
|  | Polska                       | Jakub Pierwoła               |                              |                  |        |                        |                        |                        |  |  |                     |                     |                     |  |  |                 |                 |                 |
|  | Polska                       | Jakub Nowosad                |                              |                  |        |                        |                        |                        |  |  |                     |                     |                     |  |  |                 |                 |                 |
|  | Polska                       | Jakub Nowosad                |                              |                  | Polska | Gracjan Miś            |                        |                        |  |  |                     |                     |                     |  |  |                 |                 |                 |
|  |                              |                              |                              |                  |        |                        |                        |                        |  |  |                     |                     |                     |  |  |                 |                 |                 |
|  |                              |                              | Polska                       | Adrian Wieliczko | UDEC   |                        |                        |                        |  |  |                     |                     |                     |  |  |                 |                 |                 |
|  | Polska                       | Adrian Wieliczko             | Polska                       | Adrian Wieliczko | UDEC   | SUB1                   |                        |                        |  |  |                     |                     |                     |  |  |                 |                 |                 |
|  | Polska                       | Adrian Wieliczko             |                              |                  |        |                        |                        |                        |  |  |                     |                     |                     |  |  |                 |                 |                 |
|  | Polska                       | Jacek Dziewięcki             |                              |                  |        |                        |                        |                        |  |  |                     |                     |                     |  |  |                 |                 |                 |
|  | Polska                       | Jacek Dziewięcki             |                              |                  | Polska | Adrian Wieliczko       | SUB1                   |                        |  |  |                     |                     |                     |  |  |                 |                 |                 |
|  |                              |                              |                              |                  | Polska | Adrian Wieliczko       | SUB1                   |                        |  |  |                     |                     |                     |  |  |                 |                 |                 |
|  |                              |                              | Polska                       | Krystian Olszta  |        |                        |                        |                        |  |  |                     |                     |                     |  |  |                 |                 |                 |
|  | Polska                       | Krystian Olszta              | Polska                       | Krystian Olszta  | UDEC   |                        |                        |                        |  |  |                     |                     |                     |  |  |                 |                 |                 |
|  | Polska                       | Krystian Olszta              |                              |                  | UDEC   |                        |                        |                        |  |  |                     |                     |                     |  |  |                 |                 |                 |
|  | Polska                       | Paweł Rybski                 |                              |                  |        |                        |                        |                        |  |  |                     |                     |                     |  |  |                 |                 |                 |
|  | Polska                       | Paweł Rybski                 |                              |                  |        |                        |                        |                        |  |  |                     |                     |                     |  |  |                 |                 |                 |
|  |                              |                              |                              |                  |        |                        |                        |                        |  |  |                     |                     |                     |  |  |                 |                 |                 |

Legenda: UDEC – jednogłośna decyzja sędziów, SDEC – niejednogłośna decyzja sędziów, KO – nokaut, TKO – techniczny nokaut, SUB – poddanie, liczba – runda zakończenia walki

### Fame Friday Arena 1: Alberto vs. Kubańczyk
- Walka w umownym limicie -85 kg: (Main Event, kickboxing/K-1 w małych rękawicach do MMA)  Jakub „Kubańczyk” Flas –  Alberto Simao

Zwycięstwo Kubańczyka przez niejednogłośną decyzję sędziów po 3 rundach
- Walka w umownym limicie -79 kg: (Co-Main Event 2, kickboxing/K-1 w małych rękawicach do MMA)  Filip „Filipek” Marcinek –  Marcin Dubiel

Zwycięstwo Dubiela przez jednogłośną decyzję sędziów po 3 rundach
- Walka w umownym limicie -75 kg: (Co-Main Event 1)  Jakub Nowaczkiewicz –  Jose „Josef Bratan” Simao

Zwycięstwo Josefa Bratana przez TKO (ciosy pięściami w parterze) w 2. rundzie
- Walka w kategorii półciężkiej (do 93 kg / 205 lb): (kickboxing/K-1 w małych rękawicach do MMA)  Paweł „Księżniczka” Tyburski –  Michał „Wampir” Pasternak

Zwycięstwo Wampira przez jednogłośną decyzję sędziów po 3 rundach
- Walka w umownym limicie -90 kg:  Piotr „Świr” Świerczewski –  Dariusz „Daro Lew” Kaźmierczuk

Zwycięstwo Świra przez TKO (niezdolność do kontynuowania walki – przerwanie przez lekarza) po 1. rundzie
- Walka w umownym limicie -100 kg: (Specjalne zasady: Jaxu walczy w pełnej formule MMA, zaś Medusa może używać tylko technik z formuły BJJ)  Dominik „Jaxu” Jax –   Adrian „Medusa” Salamon

Zwycięstwo Jaxa przez jednogłośną decyzję sędziów po 3 rundach
- Walka w kategorii średniej (do 83,9 kg / 185 lb):  Piotr „Tybori” Tyburski –  Tomasz „Zadyma” Gromadzki

Remis większościowy
- Walka kobiet w umownym limicie -59 kg:  Elizabeth „Lizi” Anorue –  Olga „Nanami Chan” Sałacka

Zwycięstwo Lizi przez jednogłośną decyzję sędziów po 3 rundach
- Walka w kategorii półśredniej (do 77,1 kg / 170 lb):  Dawid Malczyński –  Aleksandr „Sasha” Muzheiko

Zwycięstwo Sashy przez TKO (ciosy pięściami w parterze) w 2. rundzie
- Walka w umownym limicie -71,5 kg:  Piotr „Edzio” Bylina –  Kornel „Koro” Regel

Zwycięstwo Kora przez jednogłośną decyzję sędziów po 3 rundach

Nagrody bonusowe:
- Walka wieczoru →  Paweł „Księżniczka" Tyburski (10 tys. zł) –  Michał „Wampir" Pasternak (50 tys. zł)

### Fame Friday Arena 2: Prezes FEN vs. Boxdel 2
- Walka w umownym limicie -105 kg: (Main Event, kickboxing/K-1 w małych rękawicach do MMA)  Paweł „Prezes FEN” Jóźwiak –  Michał „Boxdel” Baron

Zwycięstwo Boxdela przez KO (prawy sierpowy) w 2. rundzie
- Walka w kategorii średniej (do 83,9 kg / 185 lb): (Co-Main Event 2, Boks w małych rękawicach do MMA, Specjalne zasady: bez limitu czasowego, dozwolone uderzenia łokciami)  Kacper „Crusher” Błoński –  Daniel „Ostry” Ostaszewski

Zwycięstwo Crushera przez TKO (ciosy pięściami) po 7 minutach i 46 sekundach
- Walka w kategorii średniej (do 83,9 kg / 185 lb): (Co-Main Event 1, kickboxing/K-1 w małych rękawicach do MMA)  Maksymilian „Wiewiór” Wiewiórka –  Jose „Josef Bratan” Simao

Zwycięstwo Wiewióra przez jednogłośną decyzję sędziów po 3 rundach
- Walka w kategorii półśredniej (do 77,1 kg / 170 lb):  Adrian „Polak” Polański –  Arkadiusz Tańcula

Zwycięstwo Polaka przez jednogłośną decyzję sędziów po 3 rundach
- Walka w kategorii średniej (do 83,9 kg / 185 lb):  Alan Kwieciński –  Dominik „Japoński Drwal” Zadora

Zwycięstwo Kwiecińskiego przez poddanie (duszenie gilotynowe) w 1. rundzie
- Walka w umownym limicie -79 kg: (kickboxing/K-1 w małych rękawicach do MMA)  Marcin „Xayoo” Majkut –  Marcin „Rafonix” Krasucki

Zwycięstwo Xayoo przez TKO (niezdolność do kontynuowania walki - trzy nokdauny) w 1. rundzie
- Walka w umownym limicie -56 kg: (kickboxing/K-1 w małych rękawicach do MMA)  Agata „Fagata” Fąk –  Martyna „Brylantynka” Janusz

Zwycięstwo Fagaty przez jednogłośną decyzję sędziów po 3 rundach
- Walka w umownym limicie -86 kg:  Filip Zabielski –  Robert „Sutonator” Pasut

Zwycięstwo Zabielskiego przez jednogłośną decyzję sędziów po 3 rundach
- Walka w umownym limicie -92 kg:  Piotr Lisek –  Dariusz „Daro Lew” Kaźmierczuk

Zwycięstwo Liska przez TKO (ciosy pięściami w parterze) w 1. rundzie
- Walka w umownym limicie -95 kg: (kickboxing/K-1 w rękawicach MMA)  Łukasz „Mandzio” Samoń –  Karol „Karolek” Dąbrowski

Zwycięstwo Karolka przez jednogłośną decyzję sędziów po 3 rundach
- Walka w kategorii średniej (do 83,9 kg / 185 lb):  Roger Salla –  Andrzej „Endi” Czysz

Zwycięstwo Salli przez TKO (niskie kopnięcie) w 2. rundzie

### Fame: Reborn
- Walka w kategorii open: (2vs2, Main Event, Boks w małych rękawicach do MMA, Specjalne zasady: niedozwolona walka w przewadze 2 na 1, nie ma limitu nokdaunów oraz gdy jeden z zawodników jest liczony, drugie starcie zostaje przerwane dopóki liczony zawodnik nie powróci do pojedynku)  Sebastian Fabijański  Tomasz Olejnik –  Sylwester Wardęga  Wojciech Gola

Zwycięstwo Fabijańskiego przez dyskwalifikację (cios pięścią w parterze) w 1. rundzie (z Wardęgą) i Goli przez TKO (poddanie przez narożnik – wrzucenie ręcznika do ringu) w 1. rundzie (z Olejnikiem)
- Walka w kategorii open (bez limitu wagowego): (Co-Main Event, Boks w małych rękawicach do MMA)  Piotr „Szeli” Szeliga –  Patryk „Bandura” Bandurski

Zwycięstwo Bandury przez jednogłośną decyzję sędziów po 3 rundach
- Walka w kategorii open: (Specjalne zasady: 1 runda Kickboxing/K-1 w małych rękawicach do MMA, 2 i 3 runda MMA)  Natan „Bóg Estetyki” Marcoń –  Adrian „Polak” Polański

Zwycięstwo Polaka przez TKO (niezdolność do kontynuowania walki – kontuzja nogi) w 1. rundzie
- Walka w umownym limicie -80 kg: (Specjalne zasady: co rundę zmiana formuły między Boksem a K-1. Boks/kickboxing/K-1 w małych rękawicach do MMA)  Maciej „Striczu” Sulęcki –  Norman „Stormin” Parke

Zwycięstwo Stormina przez niejednogłośną decyzję sędziów po 5 rundach
- Walka w kategorii półśredniej (do 77,1 kg / 170 lb): (Boks w małych rękawicach do MMA)  Kornel „Koro” Regel  –  Amadeusz „Ferrari” Roślik

Zwycięstwo Ferrariego przez jednogłośną decyzję sędziów po 3 rundach
- Walka w kategorii średniej (do 83,9 kg / 185 lb):  Norbert „Dis” Gierczak  –  Dariusz „Daro Lew” Kaźmierczuk

Zwycięstwo Dara Lwa przez KO (prawy sierpowy i ciosy pięściami w parterze) w 1. rundzie
- Walka w kategorii półciężkiej (do 93 kg / 205 lb): (Boks w małych rękawicach do MMA)  Dominik „Japoński Drwal” Zadora  –  Michał „Wampir” Pasternak

Zwycięstwo Wampira przez niejednogłośną decyzję sędziów po 3 rundach
- Walka kobiet w umownym limicie 60,5 kg: (Kickboxing/K-1 w małych rękawicach do MMA)  Natalia „Navcia” Korgol –  Elizabeth „Lizi” Anorue

Zwycięstwo Lizi przez jednogłośną decyzję sędziów po 3 rundach
- Walka w kategorii open: (Specjalne zasady: Maślana walczy w kategorii wagowej open (bez limitu wagowego), natomiast Greg walczy w limicie kategorii półśredniej, do 77,1 kg)  Grzegorz „Greg” Gancewski –  Jakub „Maślana” Maślanka

Zwycięstwo Grega przez poddanie (duszenie zza pleców) w 2. rundzie
- Walka w kategorii open:  Jakub „Guzik” Szymański –  Ádám „Adam Security” Bártfai

Zwycięstwo Guzika przez TKO (ciosy pięściami w parterze) w 1. rundzie
- Walka kobiet w umownym limicie -58 kg: (Kickboxing/K-1 w małych rękawicach do MMA)  Iga Kozińska –  Weronika Malinowska

Zwycięstwo Malinowskiej przez jednogłośną decyzję sędziów po 3 rundach
- Walka w umownym limicie -80 kg: (Kickboxing/K-1 w małych rękawicach do MMA)  Tomasz „Zadyma” Gromadzki –  Marcin „Polish Zombie” Wrzosek

Zwycięstwo Polish Zombie przez jednogłośną decyzję sędziów po 3 rundach

Nagrody bonusowe:
- Walka wieczoru →  Piotr „Szeli” Szeliga (10 tys. zł) –  Patryk „Bandura” Bandurski (50 tys. zł)

### Fame: The Freak
- Walka w umownym limicie -88 kg: (Main Event, Kick-boxing/K-1 w małych rękawicach do MMA)  Jose „Josef Bratan” Simao –  Kamil „Taazy” Mataczyński

Zwycięstwo Taazy'ego przez TKO (przerwanie lekarza po kontuzji Bratana) po 2 rundzie
- Walka w kategorii open: (Co-Main Event, 2 vs. 1)  Natan „Kraken” Marcoń  Adrian „The Joker” Cios –  Denis „Bad Boy” Załęcki

Zwycięstwo Krakena i The Jokera przez dyskwalifikację (nielegalne kopnięcie „soccer kick” Bad Boya w parterze w stronę Krakena) w 1 rundzie
- Walka w umownym limicie -95 kg: (Kick-boxing/K-1 w małych rękawicach do MMA)  Mateusz „Don Diego” Kubiszyn –  Michał „Wampir” Pasternak

Zwycięstwo Wampira przez niejednogłośną decyzję sędziów (29-28, 27-30, 29-28)
- Walka w umownym limicie -102 kg: (Kick-boxing/K-1 w małych rękawicach do MMA)  Robert „Sutonator” Pasut –  Paweł „Prezes” Jóźwiak

Zwycięstwo Sutonatora przez jednogłośną decyzję sędziów (30-25, 30-25, 30-25)
- Walka w kategorii open: (Kick-boxing/K-1 w małych rękawicach do MMA)  Tomasz Olejnik –  Marcin „Cesarz” Najman

Zwycięstwo Cesarza przez TKO (trzy nokdauny) w 1 rundzie
- Walka kobiet w umownym limicie -72 kg: (Kick-boxing/K-1 w małych rękawicach do MMA)  Klaudia „Sheeya” Kołodziejczyk –  Dominika Rybak

Zwycięstwo Sheeyi przez jednogłośną decyzję sędziów (30-27, 30-27, 30-27) po 3 rundach
- Walka w kategorii open:  Dariusz „Daro Lew” Kazimierczuk –  Jakub „Guzik” Szymański

Zwycięstwo Daro Lwa przez TKO (ciosy pięściami w parterze) w 1 rundzie
- Walka kobiet w umownym limicie -64 kg: (Kick-boxing/K-1 w małych rękawicach do MMA)  Elizabeth „Lizi” Anorue –  Magdalena „Dresiara” Górniak

Zwycięstwo Lizi przez jednogłośną decyzję sędziów (30-25, 30-25, 30-26) po 3 rundach
- Walka w umownym limicie -75 kg: (Kick-boxing/K-1 w małych rękawicach do MMA)  Damian „Koszixon” Koszyk –  Miłosz „Miły” Dobrosielski

Zwycięstwo Koszixona przez TKO (niezdolność do kontynuowania walki) w 2 rundzie